# Řecko
Řecko (řecky  Ελλάδα, Elláda nebo Ελλάς, Ellás), plným názvem Helénská republika / Řecká republika (řecky Ελληνική Δημοκρατία, Ellinikí Dimokratía), je stát v jihovýchodní Evropě, který se nachází na jižním cípu Balkánského poloostrova. Řecko sousedí na severozápadě s Albánií, na severu se Severní Makedonií a Bulharskem a na východě s Tureckem. Na východě pevniny leží Egejské moře, na západě Jónské moře a na jihu Kréta a Středozemní moře. Má nejdelší pobřeží v celém Středomoří a patří k němu tisíce ostrovů. Přibližně 80 % území země pokrývají pohoří, což z něj činí jednu z nejhornatějších zemí Evropy; podnebí je převážně středomořské. Země se skládá z 13 krajů, na ploše asi 132 000 km² žije 10,4 milionu obyvatel. Hlavním a největším městem Řecka jsou Athény, mezi další velká města patří Soluň, Patra, Pireus a Heráklion. Drtivou většinu obyvatel země tvoří Řekové, největší etnickou menšinou jsou Albánci. Úředním jazykem je řečtina, 90 % obyvatel se hlásí k řecké pravoslavné církvi.
Řecko je považováno za kolébku západní civilizace, neboť zde vznikla demokracie, západní filozofie, západní literatura, historiografie, politologie, základní vědecké a matematické principy, divadlo a olympijské hry. Od 8. století př. n. l. byli Řekové organizováni do různých nezávislých městských států, známých jako poleis (v jednotném čísle polis), které se rozkládaly ve Středomoří a u Černého moře. Ve čtvrtém století př. n. l. Filip II. Makedonský sjednotil většinu dnešního Řecka a jeho syn Alexandr Veliký rychle dobyl většinu známého starověkého světa od východního Středomoří až po severozápadní Indii. Následující helénistické období znamenalo vrchol řecké kultury a vlivu ve starověku. Ve 2. století př. n. l. bylo Řecko anektováno Římem a stalo se nedílnou součástí Římské říše a jejího pokračování, Byzantské říše, která měla převážně řeckou kulturu a jazyk. Řecká pravoslavná církev, která vznikla v prvním století našeho letopočtu, pomáhala utvářet moderní řeckou identitu a předávala řecké tradice širšímu pravoslavnému světu. Po čtvrté křížové výpravě v roce 1204 vznikla na některých částech řeckého poloostrova latinská panství, ale v polovině 15. století se většina oblasti dostala pod osmanskou nadvládu. Řecko se jako moderní národní stát objevilo v roce 1830 po válce za nezávislost.
V prvních sto letech se Řecké království snažilo o územní expanzi, které dosáhlo především na počátku 20. století, během balkánských válek až do svého tažení do Malé Asie, které skončilo katastrofální porážkou v roce 1922. Krátce trvající republiku, která následovala, sužovaly důsledky občanských konfliktů a problém přesídlení uprchlíků z Turecka. V roce 1936 zahájila královská diktatura dlouhé období autoritářské vlády, poznamenané vojenskou okupací během druhé světové války, občanskou válkou a vojenskou diktaturou. Od roku 1950 do 70. let 20. století dosáhlo Řecko rekordního hospodářského růstu, což mu umožnilo zařadit se mezi vyspělé země. Demokracie byla obnovena v letech 1974–1975 a od té doby je Řecko parlamentní republikou.
Řecko je demokratická unitární parlamentní republika s prezidentem jako ceremoniální hlavou státu, zákonodárným orgánem je jednokomorový parlament. Je vyspělou zemí s vyspělou ekonomikou s vysokými příjmy, druhou největší na Balkáně, kde je významným regionálním investorem. Řecko je zakládajícím členem Organizace spojených národů, dále je členem Evropské unie, eurozóny a schengenského prostoru, Rady Evropy, Severoatlantické aliance, OECD, Světové obchodní organizace a Organizace pro bezpečnost a spolupráci v Evropě. Řecko má jedinečné kulturní dědictví, rozsáhlý turistický průmysl a významný námořní průmysl. Bohaté historické dědictví země se částečně odráží v 19 památkách zapsaných na seznam světového dědictví UNESCO.

## Etymologie
Názvy řeckého národa a jeho země ve většině jazyků včetně češtiny vycházejí z některého z následujících tří zdrojů. První a nejčastější varianta, k níž patří české Řecko a např. také anglické Greece, francouzské Grèce, německé Griechenland nebo španělské Grecia, pochází z latinského výrazu Graeci, který byl podle Aristotela starověkým názvem Řeků. Druhá varianta, která se vyskytuje např. v tádžičtině a uzbečtině, vychází z názvu území Iónie (řecky Iónía). Třetí podobou, kterou používají i sami Řekové, je Héllas podle mytické Heleny. Gruzínsky se Řekům říká Berdzeni podle gruzínského slova „brdzeni“, což znamená „moudrý“.

## Dějiny

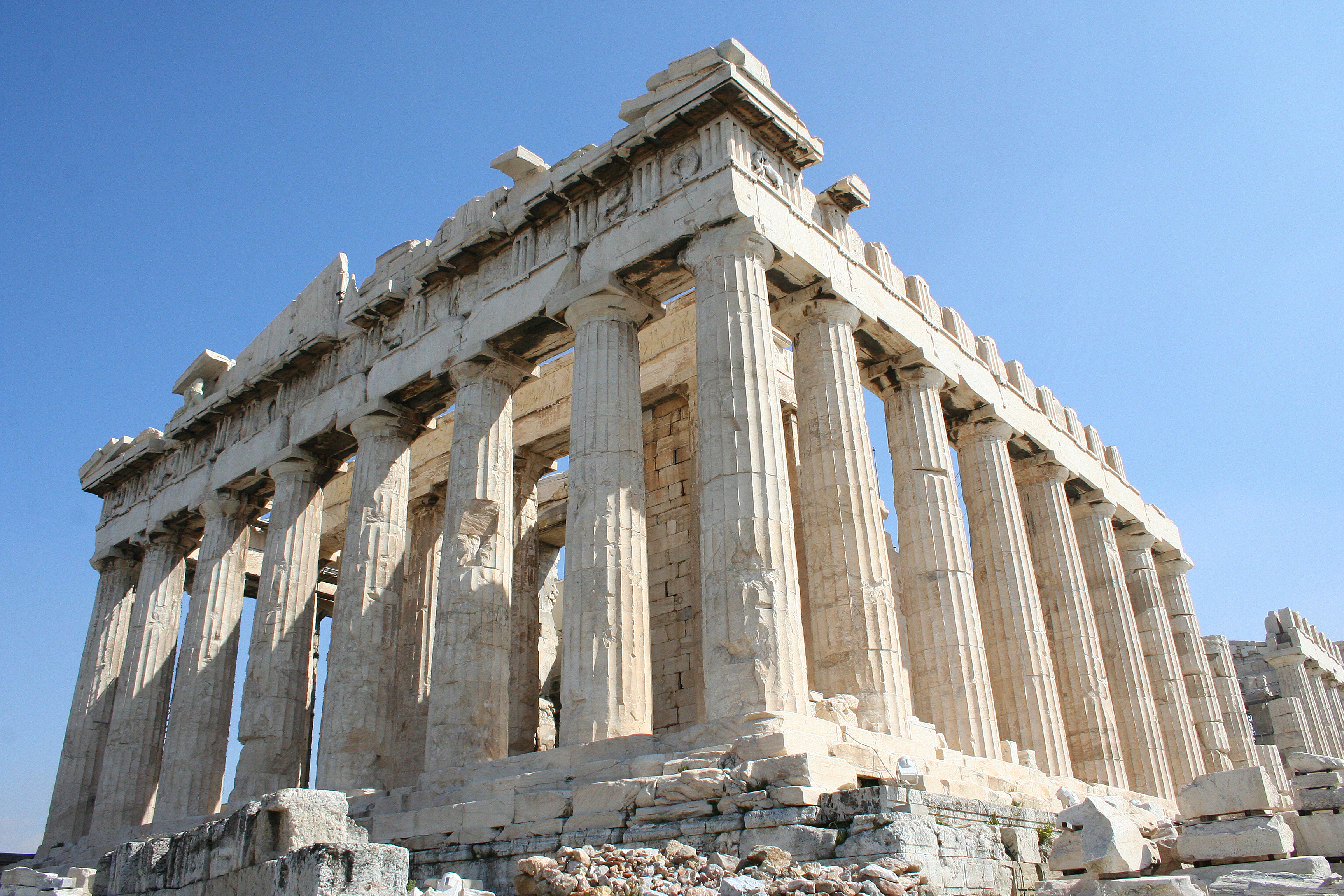
Parthenon v Athénách

Řecké dějiny jsou důležitou součástí evropských a světových dějin. Začínají ještě před příchodem starověkých Řeků na území, které se postupně stalo sídelním územím Řeků a které zabíralo také značnou část dnešního Turecka. V období před řeckým osídlením zde žili Pelasgové (kontinentální Řecko) a Minóané (Kréta a některé ostrovy). Někdy ve 4.–3. tisíciletí př. n. l. do Řecka pronikly první řecké kmeny – Achájové, kteří vytvořili mykénskou kulturu. Později se v Řecku usadily další řecké kmeny, Dórové, Iónové, Aiólové, Epiróti a Makedonci, které se spojily s původním obyvatelstvem, a tak se vytvořil starověký řecký národ. V klasickém starořeckém (antickém) období vytvořili Řekové velkou kulturu. Poté následovaly postupně římská vláda nad tehdejším řeckým územím, byzantské období, osmanská nadvláda, období bojů za nezávislost a vznik moderního Řecka. Problematická historie se projevila i v národním sloganu – Svoboda anebo smrt.

### Pravěk a první civilizace

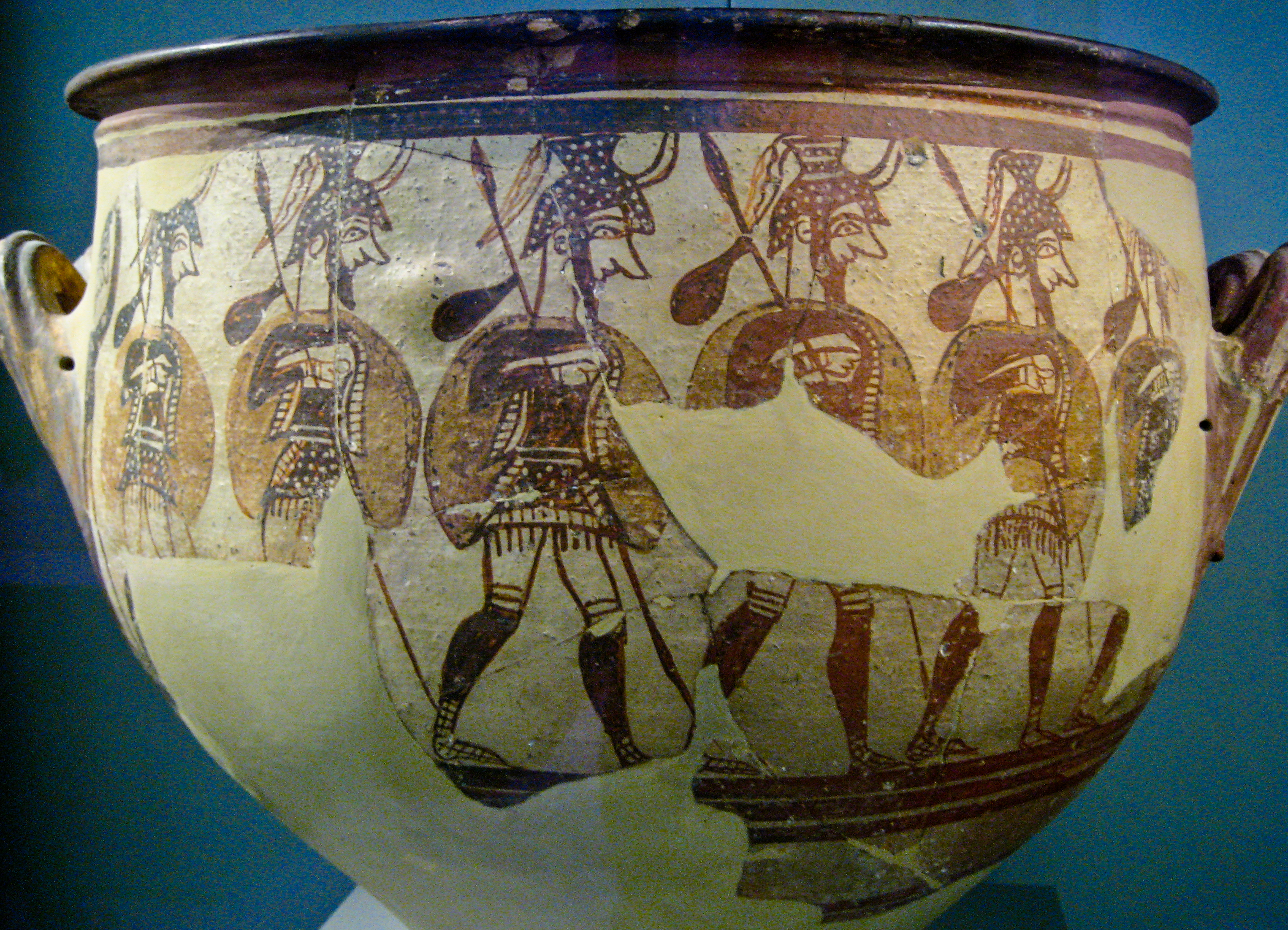
Mykénský hrnec, okolo roku 1200 př. n. l.

Nejstarší důkazy o přítomnosti lidských předků na jižním Balkáně se datují do období 270 000 let před naším letopočtem. Nachází se v jeskyni Petralona v řecké provincii Makedonie. V jeskyni Apidima na poloostrově Mani v jižním Řecku se zachovaly nejstarší pozůstatky anatomicky moderních lidí mimo Afriku; jsou staré zhruba 210 000 let. Neolitické osady v Řecku pocházejí ze 7. tisíciletí př. n. l. a jsou nejstaršími v Evropě, protože Řecko leží na trase, po níž se do Evropy šířilo zemědělství z Blízkého východu. Po skončení období řeckého neolitu okolo roku 3200 př. n. l. nastal přechod k době bronzové, v níž již počíná rozvoj vyspělých civilizací, prvních v Evropě. Nejstarší je kykladská civilizace na ostrovech v Egejském moři (okolo 3200 př. n. l.), jež byla následována mínojskou civilizací na Krétě (2700–1500 př. n. l.) a poté mykénskou civilizací (též pozdně heladskou) na pevnině (1600–1100 př. n. l.). Tyto civilizace, někdy shrnované pod pojem egejská kultura, již užívaly písmo, Mínojci používali dosud nerozluštěné písmo známé jako lineární písmo A, Mykéňané psali nejstarší doloženou formu řečtiny známou jako lineární písmo B. Mykéňané postupně mínojskou kulturu absorbovali, ale kolem roku 1200 př. n. l. se celý řecký civilizační okruh, patrně poměrně náhle, zhroutil. Tato událost je známá jako zhroucení doby bronzové (k uvažovaným příčinám patří výbuch sopky, sucho, útoky nájezdníků vybavených pokročilejšími, patrně železnými, zbraněmi, přelidnění nebo komplexní kolaps způsobený souběhem několika příčin). Touto katastrofou začalo v řeckých dějinách tzv. temné období. O povaze společnosti v něm historikové spekulují, nicméně objevené chetitské a egyptské záznamy naznačují existenci jediného státu pod „velkým králem“ se sídlem v pevninském Řecku. Temné období končí v 9.–8. století př. n. l., symbolicky rokem 776 př. n. l., což je legendární datum prvních olympijských her. To je počátek tzv. archaického Řecka.

### Starověké Řecko

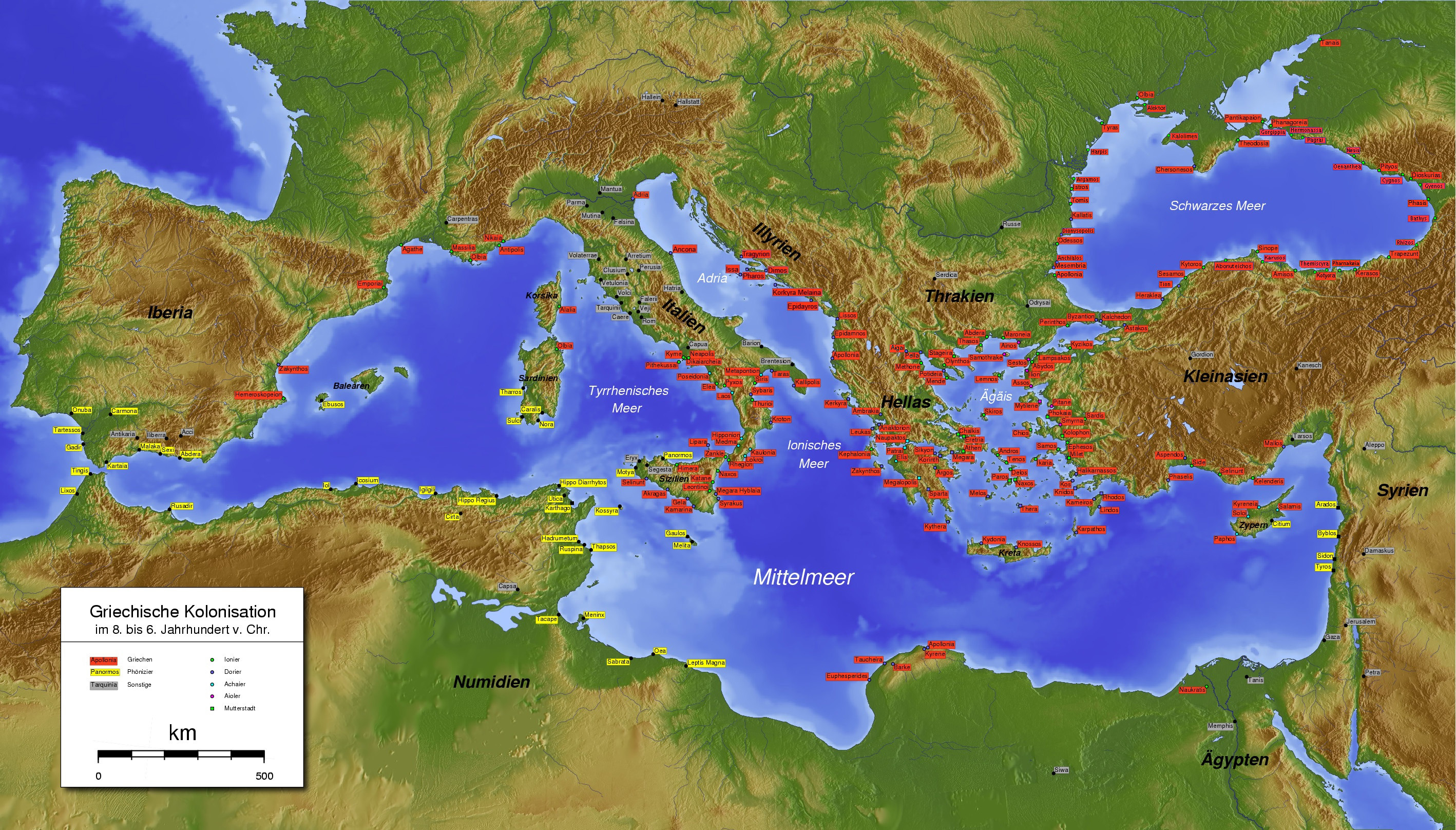
Starověké Řecko a jeho kolonie ve Středomoří v 8.–6. stol. př. n. l.

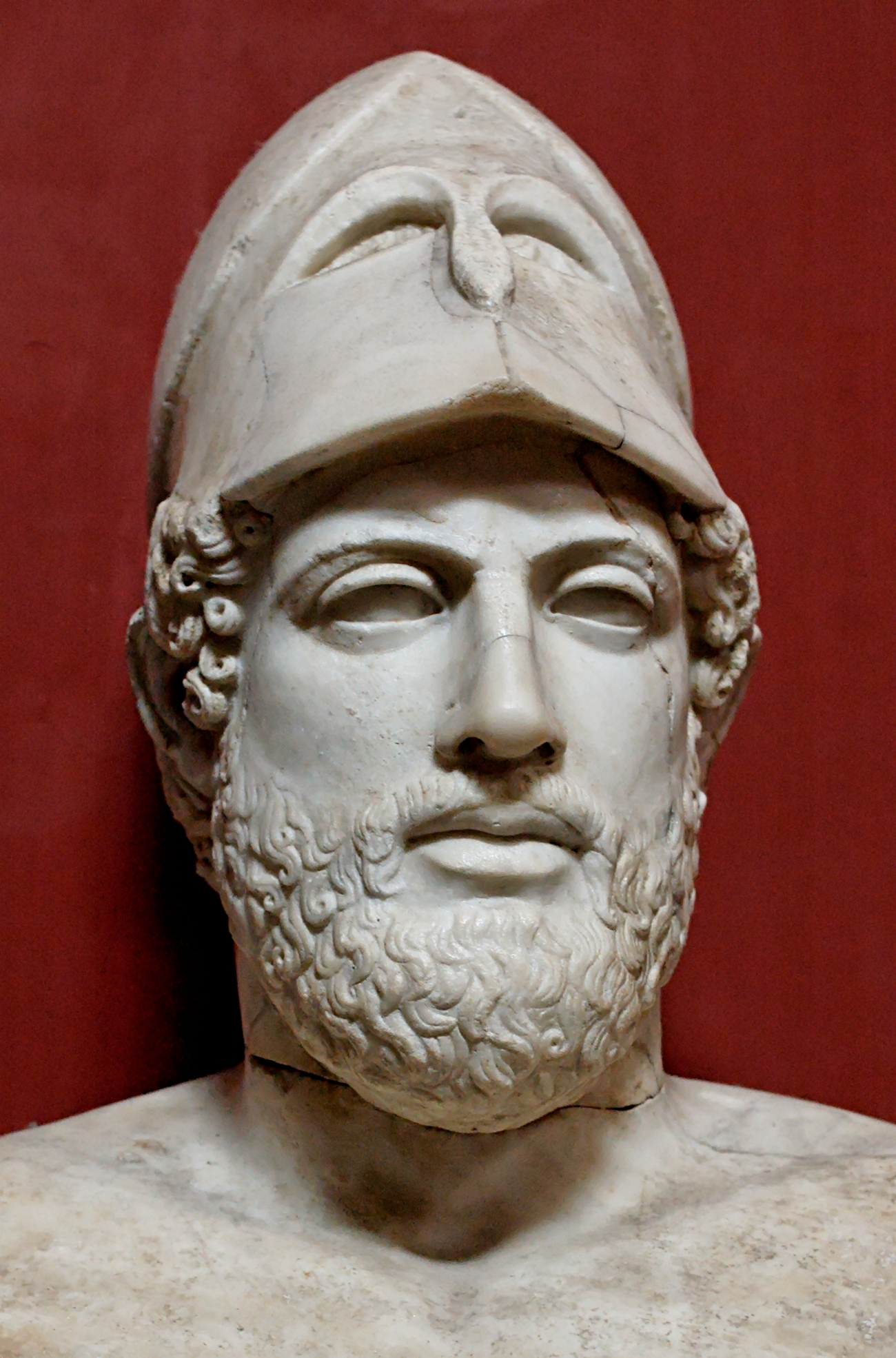
Periklés

S koncem období temna se na řeckém poloostrově objevila různá království a městské státy (polis), v čele s Athénami a Spartou, které se vedle vlastního Řecka rozšířily až k břehům Černého moře, do jižní Itálie (Magna Graecia) i do Malé Asie (řecká kolonizace). Tyto státy a jejich kolonie dosáhly velké prosperity, která vyústila v nebývalý kulturní rozmach, jenž se projevil v architektuře, dramatu, vědě, matematice a filozofii. Průkopnická byla i politika, v roce 508 př. n. l. zavedl Kleisthenés v Athénách první demokratický vládní systém na světě (viz též Kleisthenova ústava). Navazoval na Solónovy reformy a jeho ústavu z roku 594 př. n. l.

Do roku 500 př. n. l. ovládala řecké městské státy v Malé Asii a Makedonii Perská říše. Pokusy některých těchto států o svržení perské nadvlády selhaly a Persie následně, v roce 492 př. n. l., napadla státy pevninského Řecka. Tím začaly řecko-perské války. Po porážce v bitvě u Marathónu v roce 490 př. n. l. byla Persie nucena ustoupit. Následně řecké městské státy vytvořily v roce 481 př. n. l. Peloponéský spolek vedený Spartou, který byl první historicky zaznamenanou unií řeckých států od mytického spojení během trojské války. Druhá invaze Peršanů následovala v roce 480 př. n. l. Tíhu obrany tentokrát nesly především Athény a jejich Athénský námořní spolek, a to navzdory tomu, že se Sparťané vyznamenali ve slavné bitvě u Thermopyl pod Leónidásovým velením. Po rozhodujících vítězstvích Řeků v letech 480 a 479 př. n. l. u Salamíny, u Platají a u Mykalé byli Peršané nuceni podruhé ustoupit, a to ze všech evropských území. Následujících padesát let míru je známo jako Zlatý věk Athén (též Periklova éra) a jde o klíčové období starého Řecka, které položilo mnoho ze základních kamenů západní civilizace.

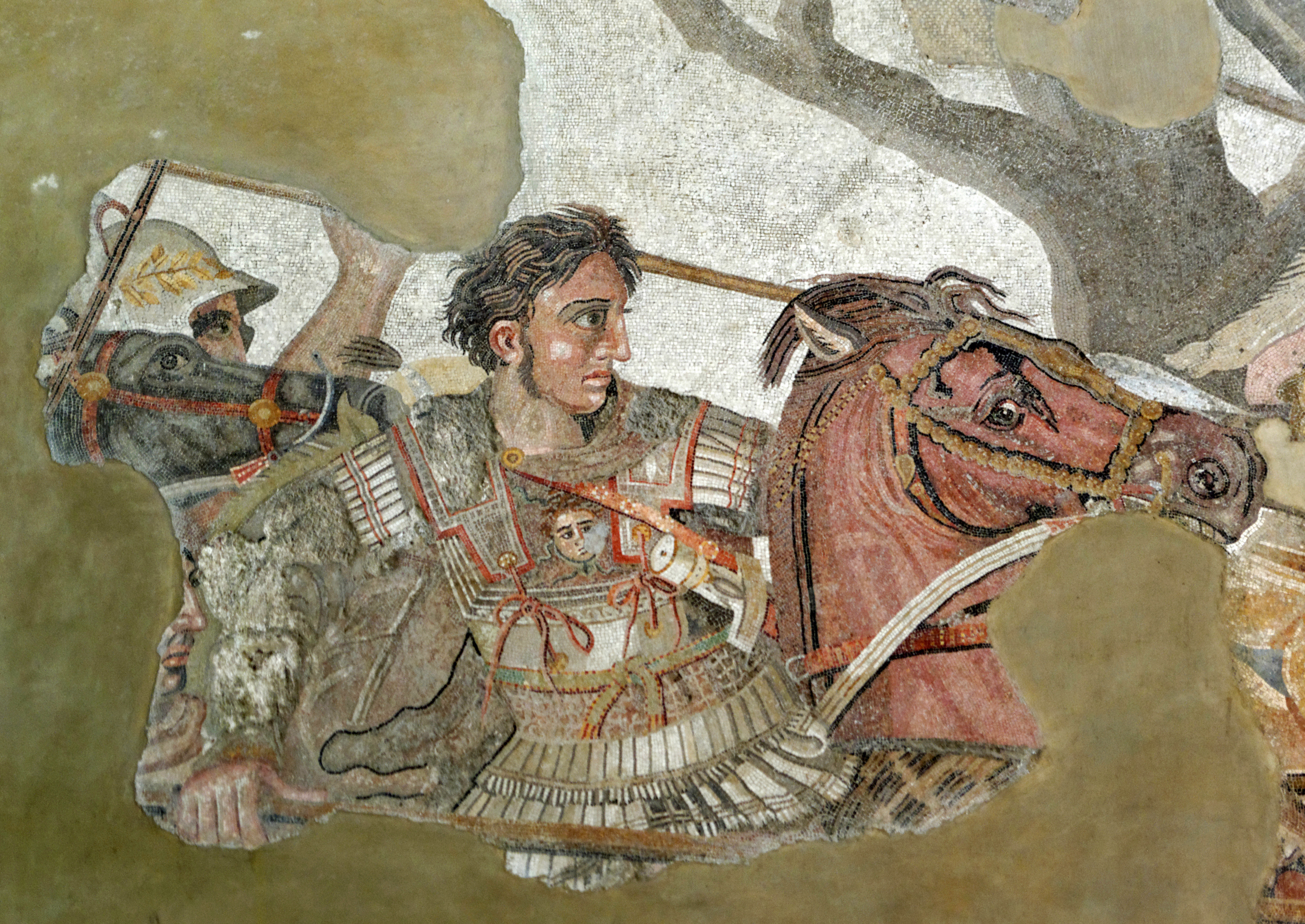
Alexandr Veliký

Nedostatek politické jednoty v Řecku ovšem vedl k častým konfliktům mezi jednotlivými státy. Nejničivější vnitrořeckou válkou byla peloponéská válka (431–404 př. n. l.) mezi Athénami a Spartou, kterou vyhrála Sparta, což znamenalo konec Athén jako vůdčí síly starověkého Řecka. Athény i Sparta byly později zastíněny Thébami a nakonec Makedonci. Ti spojili většinu městských států řeckého vnitrozemí do Korintského spolku, nad nímž získal kontrolu Filip II. Makedonský. Po Filipově smrti se vlády nad spolkem ujal jeho syn Alexandr Veliký, proslulý vojenský stratég. V roce 334 př. n. l. zahájil invazi do Perské říše a za čtyři roky ji dobyl. Na konci svého života vytvořil jednu z největších říší v historii, která sahala od Řecka po Indii. Po jeho smrti se říše rozpadla na několik království, z nichž nejznámější byla Seleukovská říše, ptolemaiovský Egypt, řecko-baktrijské království a indo-řecké království. Ačkoli se nepodařilo udržet politickou jednotu Alexandrovy říše, jejím výsledkem byla helénská civilizace, která rozšířila řecký jazyk a řeckou kulturu na všechna území dobytá Alexandrem. Především věda a matematika dosáhly svého vrcholu během helénismu, intelektuální epicentrum této civilizace však již bylo mimo pevninské Řecko, byla jím egyptská Alexandrie s proslulou Alexandrijskou knihovnou. Na území dnešního Řecka po období zmatku po Alexandrově smrti kontrolu získali, okolo roku 276 př. n. l., Antigonovci, potomci jednoho z Alexandrových generálů. Jejich vláda trvala do roku 168 př. n. l., kdy poslední makedonský král Perseus prohrál třetí makedonskou válku v bitvě u Pydny a Řecko se muselo definitivně podřídit mocné sousední říši, Římu.

### Nadvláda Římanů a Byzanc

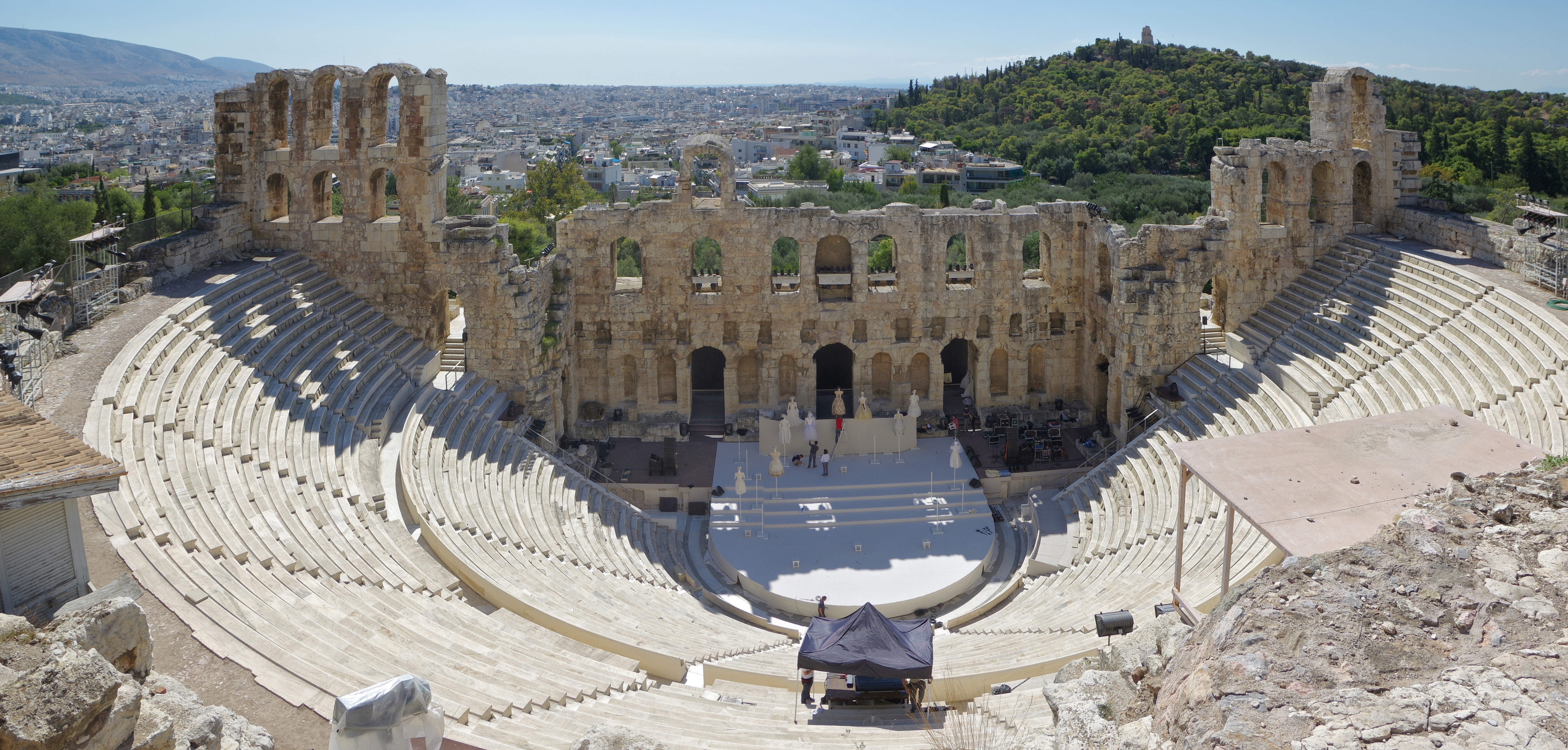
Římské divadlo v Athénách postavené roku 161 Héródém Attikem

V roce 146 př. n. l. byla Makedonie připojena k Římu jako provincie Macedonia a zbytek Řecka se stal římským protektorátem. Proces ovládnutí byl dokončen v roce 27 př. n. l., kdy římský císař Augustus anektoval zbytek Řecka a ustanovil jej jako provincii Achaia. Části dnešního Řecka patřily i do římských provincií Asia, Kréta a Kyrenaika, Thrákie a Epirus. Přes svou vojenskou nadřazenost Římané obdivovali výdobytky řecké kultury a v mnoha ohledech se helenizovali, což se zračí ve slavném Horatiově výroku Graecia capta ferum victorem cepit (volně přeloženo: „Řecko, i když bylo zajato, zajalo svého dobyvatele“). Řecky psal třeba římský filozof Seneca, římský císař Nero se v roce 66 dokonce zúčastnil olympijských her.

Řecké území bylo nicméně periferizováno, a to ho činilo otevřeným vnějším vlivům, nejen z římského západu, ale i z východu. Ke klíčovým takovým vlivům patřilo křesťanství. Řecky mluvící komunity helénského východu napomáhaly šíření raného křesťanství ve 2. a 3. století a první vůdci a autoři křesťanství (například Pavel z Tarsu) byli většinou řecky mluvící. Nový zákon byl napsán v řečtině a některé jeho části (První list Korintským, První list Tesalonickým, Zjevení Janovo) svědčí o důležitosti komunit v Řecku pro rané křesťanství. Přesto se většina Řecka vytrvale držela pohanství až do konce 4. století, kdy bylo římským císařem Theodosiem I. postaveno mimo zákon. V následujícím století bylo křesťany zničeno či poškozeno mnoho starých chrámů. Uzavření akademie v Athénách císařem Justiniánem v roce 529 mnozí považují za mezník určující konec starověku. Christianizace Řecka byla masivní a ofenzivní, přesto některé odlehlé oblasti, jako je jihovýchodní Peloponés, zůstaly pohanské až do 10. století.

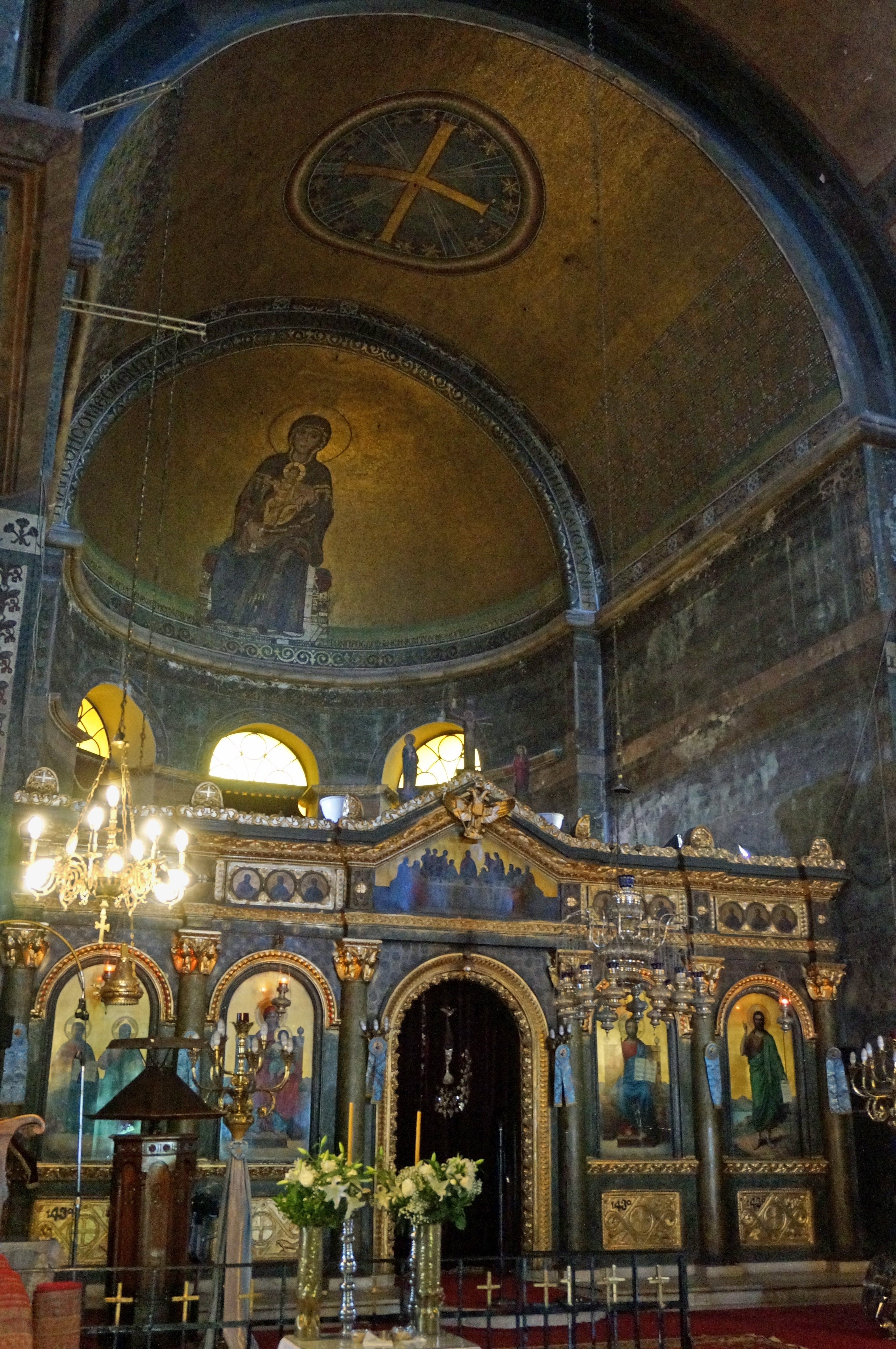
Chrám Hagia Sofia v Soluni

Mezi západem a východem římského impéria vznikalo stále větší napětí, až se východ postupně odtrhl a vznikla Východořímská říše, po pádu Západořímské v 5. století označovaná jako Byzantská říše. Ta se stala klíčovým jevem a kulturním epicentrem pozdní antiky a raného středověku. Hlavní město bylo mimo dnešní řecké území, v Konstantinopoli (dnes turecký Istanbul), ale jazyk a kultura zůstaly řecké, byť v kulturní oblasti docházelo k postupnému odklonu od starých řeckých vzorů. Ideovým jádrem říše bylo východní ortodoxní křesťanství. Říše zpočátku čelila zejména nájezdům Gótů a Hunů (4. a 5. století), posléze i Slovanů (7. století). Po slovanské invazi si byzantská vláda ponechala formální kontrolu pouze nad ostrovy a pobřežními oblastmi, zejména nad hustě osídlenými opevněnými městy, jako byly Athény, Korint a Soluň. Mimo tyto oblasti došlo ke slovanizaci Peloponésu, byť o její míře, a vůbec míře kontinuity mezi antickým a byzantským Řeckem, historici vedou stále spory.
V 8. století byzantský císař Leon III. Syrský posunul hranice říše na západ a na sever. Dobyl tak znovu řadu ztracených provincií, včetně Peloponésu. Tento proces byl usnadněn velkým přílivem Řeků ze Sicílie a Malé Asie na řecký poloostrov. Slované byli buď vytlačeni do Malé Asie nebo asimilováni. V průběhu 11. a 12. století poloostrov zažil éru stability a prosperity, dařilo se mu lépe než maloasijské části říše. V té době také řecká pravoslavná církev silně šířila řecké pojetí křesťanství do širšího pravoslavného světa.

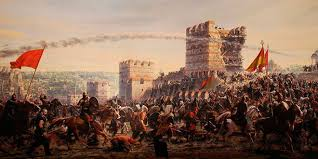
Pád Konstantinopole 1453

Po čtvrté křížové výpravě a obsazení Konstantinopole Latiny v roce 1204 bylo kontinentální Řecko rozděleno mezi Epirský despotát (hlásící se k byzantskému dědictví) a křižácké státy jako byly Achajské knížectví, Latinské císařství, Soluňské království nebo Athénské vévodství, zatímco některé ostrovy přešly pod benátskou (později i janovskou) vládu (vedle toho vzniklo Nikájské císařství a Trapezuntské císařství v Malé Asii). Byzantská vláda nad Konstantinopolí byla obnovena v roce 1261, ale Achaia i Epirus zůstaly důležitými regionálními mocnostmi. Během vlády dynastie Palaiologů (1261–1453) vznikla idea řeckého vlastenectví spojená s přihlášením se k dědictví starověkého Řecka, jakkoli nikoli dědictví náboženského.
Ve 14. století ztratila Byzantská říše většinu řeckého poloostrova nejprve ve prospěch Srbů, a poté Osmanů. V roce 1453 padl do rukou Osmanů Konstantinopol, v roce 1460 dobyli Osmané i pevninské Řecko (Morejský despotát) a Byzantská říše definitivně zanikla. Poté uprchlo mnoho byzantských učenců na západ. Přinesli tam znalost řečtiny a také množství nové i staré literatury v řečtině, což významně přispělo ke kulturnímu převratu zvanému renesance.

### Nadvláda Osmanů

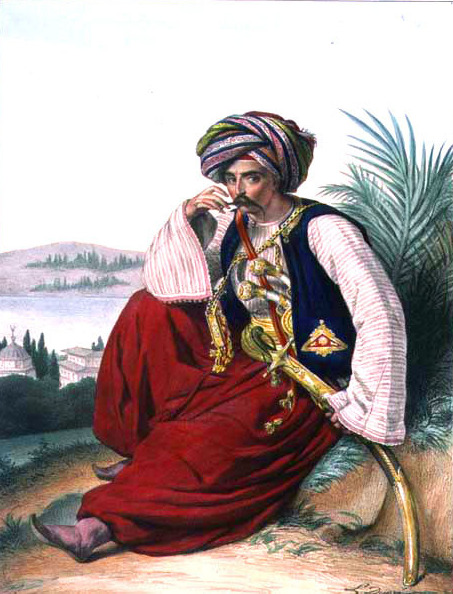
Řecký mamlúk

Zatímco Osmané dokončovali dobytí pevninské části Řecka, odehrávaly se dvě migrace Řeků. První stěhování zahrnovalo odchod řecké inteligence do západní Evropy, při druhém stěhování Řekové opouštěli pláně Peloponéského poloostrova a usazovali se v horách. Osmané nebyli schopní vytvořit stálou vojenskou a administrativní přítomnost v těchto horských oblastech. Výsledkem bylo, že některé řecké horské klany na poloostrově, stejně jako na některých ostrovech, si do značné míry udržely statut nezávislosti. Od konce 16. století až do 17. století se Řekové stěhovali zpět na planiny a do měst, která se tak postupně začala rozšiřovat.
Systém milletu (turecký termín označující právní ochranu náboženské menšiny) přispěl k etnické soudržnosti mezi ortodoxními Řeky tím, že od sebe izoloval skupiny lidi uvnitř Osmanské říše podle náboženského klíče. Ortodoxní církev, náboženská instituce se silným národním charakterem, pomohla Řekům ze všech území poloostrova (tj. hor, planin a ostrovů) zachovat jejich etnické, kulturní a jazykové dědictví po léta osmanské nadvlády (a to přestože se tehdy této církvi ještě neříkalo řecká; ta byla založena až po osvobození).

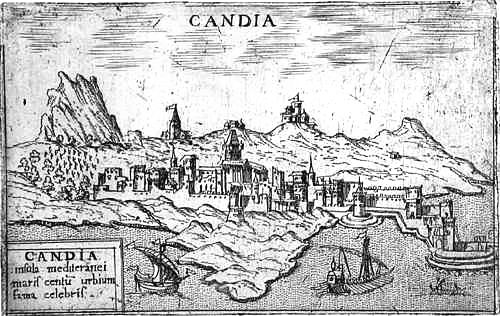
Kréta roku 1595

Dalším důležitým faktorem pro zachování řecké kultury bylo, že Kypr a Kréta zůstaly benátským územím a Osmané je získali až roku 1571, respektive 1670. Právě zde vznikala středověká řecká kultura, pocházel odtud i El Greco. Navíc Jónské ostrovy unikly osmanské vládě úplně, zůstaly benátské až do doby, kdy je anektovala První francouzská republika v roce 1797. Poté přešly pod Spojené království (1809) a v roce 1864 byly znovu připojeny k Řecku. Nepřerušená tradice umožnila, aby Jónské ostrovy daly rodící se moderní řecké literatuře například Dionysia Solomose a celou jeho básnickou školu.

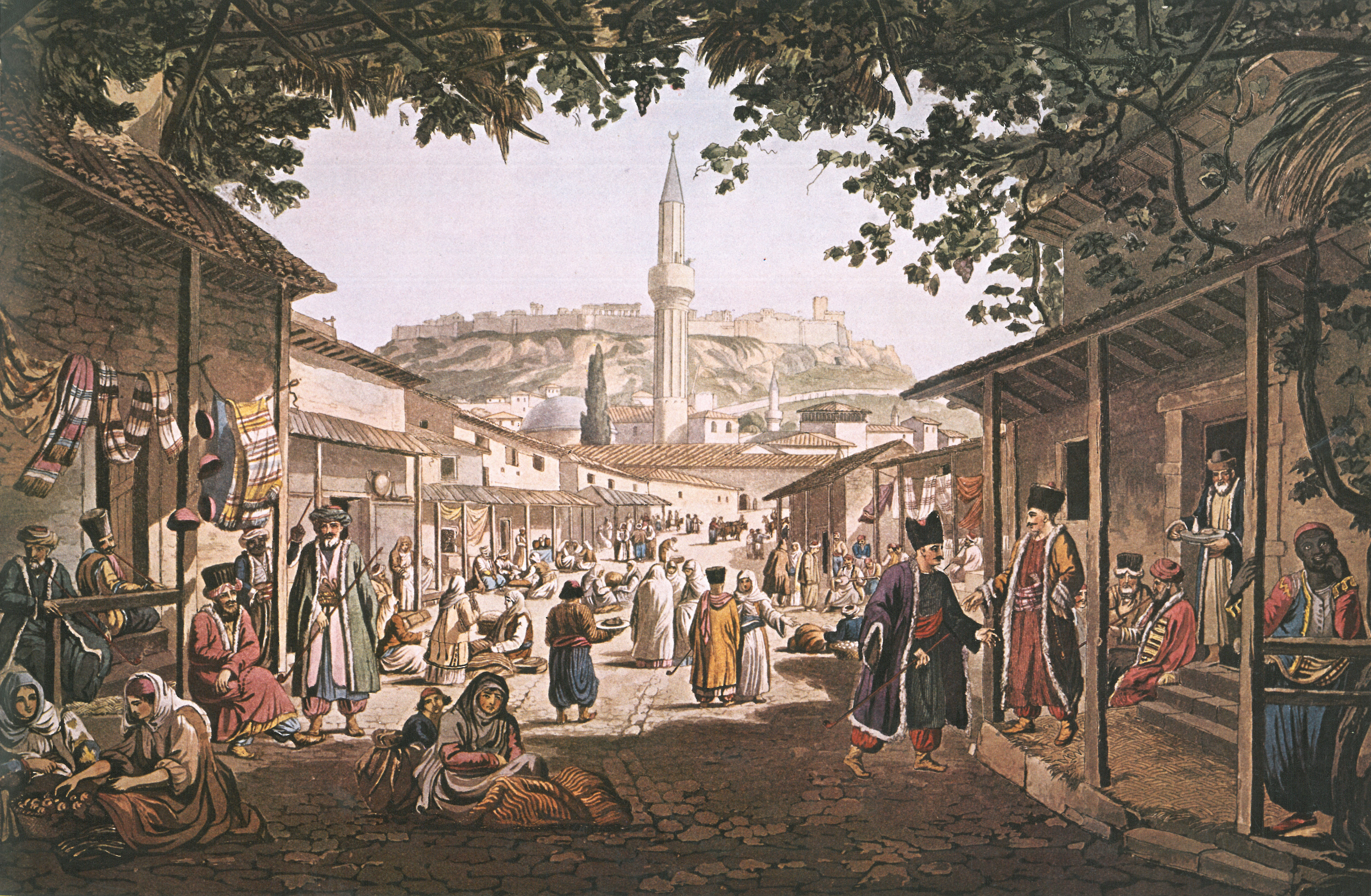
Bazar v osmanských Athénách, malba z roku 1821

Řekové, kteří zůstali na planinách během osmanské okupace, byli buď křesťané vypořádávající se s břemenem cizí nadvlády nebo do značné míry kryptokřesťané (řečtí muslimové, kteří byli tajnými vyznavači ortodoxní víry), snažící se vyhnout vysokému zdanění a devširme (krevní dani), tedy násilnému odebírání synů, cvičených poté pro elitní vojenské jednotky tzv. janičárů. Řekové, kteří konvertovali k islámu a nebyli krypto-křesťany, se stali v očích ortodoxních Řeků Turky. Nebyli zde tudíž žádní řečtí muslimové ani křesťanští Turci. Výsledkem bylo, že vyznání hrálo neodlučitelnou roli při utváření moderních řeckých a dalších post-osmanských národních identit. Zvláštní roli sehrávali Řekové žijící v Konstantinopoli, kterým se začalo říkat fanarioti. Ti, ač zůstali křesťany, se dali do služeb Osmanů a plnili funkci elity a správců na řeckém území. To jim zajistilo značnou prosperitu. Hospodářsky byla ale pro většinu Řeků osmanská nadvláda katastrofou, Turci si vynucovali vysoké daně a v pozdějších letech Osmanská říše přijala politiku vytváření dědičných statků, čímž se z venkovské řecké populace staly nevolníci. Mnozí z nich utíkali do hor a stávali se z nich zbojníci, tzv. kleftové. Proti nim zasahovaly často jednotky armatolů, křesťanské proosmanské milice. 

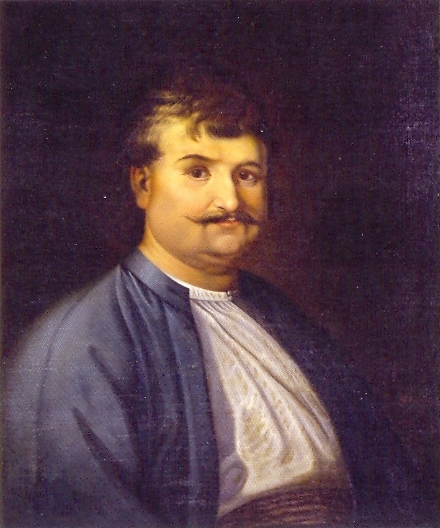
Rigas Feraios

Když vypukly vojenské konflikty mezi Osmanskou říší a jinými státy, zejména Benátkami, Řekové se obvykle přidali na stranu tureckých nepřátel, jako například v bitvě u Lepanta v roce 1571 nebo v šesté osmansko-benátské válce v letech 1684–1699. Ke známým vzpourám patří Thesálská vzpoura z roku 1600, rebelie rolníků v Epiru v roce 1611 nebo Orlovova vzpoura v roce 1770, kterou inicioval ruský admirál Alexej Orlov během rusko-turecké války (1768–1774). Všechna povstání byla Osmany krvavě potlačena.
V 18. století kvůli zvládnutí přepravy a obchodu ve Středomoří dovolili Osmané vzniknout bohaté, byť rozptýlené třídě řeckých obchodníků. Ačkoli Osmané Řecko odřízli od významných evropských intelektuálních hnutí, jako bylo osvícenství, francouzská revoluce či moderní nacionalismus, tyto myšlenky začaly pronikat do řeckého světa právě prostřednictvím obchodní třídy. Tajná organizace řeckých obchodníků Filiki Eteria, jež vznikla roku 1814 v Oděse, už byla vyloženě revoluční organizací. Ale význam měla i neobchodní řecká diaspora v Evropě, která se nadchla pro osvícenství – k jejím představitelům patřil například Rigas Feraios, který na konci 18. století vydal ve Vídni řadu manifestů vyzývajících k řecké nezávislosti, což ho brzy stálo život.

### Moderní řecký stát

Územní vývoj Řeckého království v letech 1832–1947

Od roku 1821 vedli Řekové osvobozeneckou válku proti Osmanské říši. První vzpoura začala v Podunají pod vedením Alexandrose Ypsilantise, ale Turci ji brzy potlačili. To přimělo Řeky na Peloponésu povstat rovněž a 17. března 1821 vyhlásili Osmanům válku. V říjnu 1821 Řekové pod vedením Theodorose Kolokotronise dobyli Tripolis. Poté rychle následovaly vzpoury na Krétě, v Makedonii a ve středním Řecku, které byly ovšem brzy potlačeny. Mezitím provizorní řecké námořnictvo poměrně účinně bojovalo proti osmanskému loďstvu v Egejském moři. Turci v odpovědi masakrovali obyvatele řeckých ostrovů. Například na Chiosu byly tři čtvrtiny obyvatel buď zabity, zotročeny nebo zemřely na epidemii. Informace o těchto zvěrstvech probudily evropské veřejné mínění, široce je znám případ básníka George Gordona Byrona, která přijel do Řecka proti Turkům bojovat a během toho i zahynul, pravděpodobně na malárii. Turci si vyjednali podporu egyptské armády Muhammada Alí Paši, vedené jeho synem Ibrahímem pašou, za slib územích ústupků. Ibrahím přistál na Peloponésu v únoru 1825 a měl okamžitý úspěch: do konce roku byla většina Peloponésu pod egyptskou kontrolou. Ačkoli byl Ibrahím poražen v Mani, podařilo se mu potlačit většinu vzpoury na Peloponésu a znovu získat pro Osmany Athény. Po letech vyjednávání se nakonec roku 1827 tři velmoci, Francie, Rusko a Spojené království, rozhodly zasáhnout do konfliktu. Všechny tři vyslaly do Řecka své námořnictvo na pomoc takřka již udušenému povstání. Klíčová bitva u Navarina (20. října 1827) vyústila ve zničení osmansko-egyptské flotily. Střední Řecko bylo osvobozeno do roku 1828. Nově vzniklý řecký stát byl velmocemi uznán ale až londýnským protokolem v roce 1830. (Turecko uznalo nezávislost až v květnu 1832).

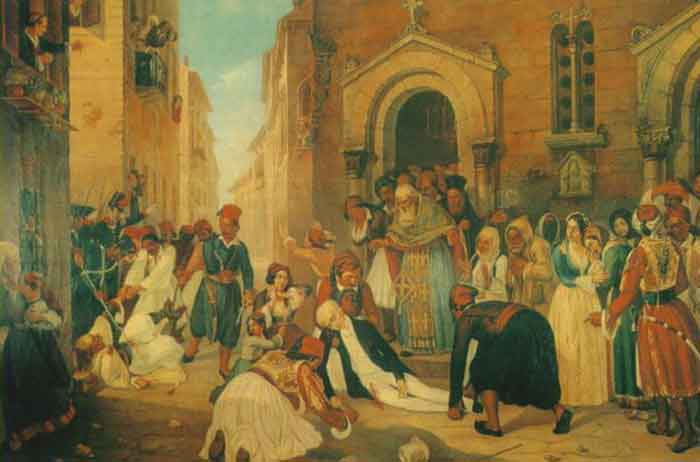
Vražda Joannise Kapodistriase

V roce 1827 byl národním shromážděním v Trizinu zvolen za prvního guvernéra první helénské republiky Joannis Kapodistrias. Brzy se však ocitl pod tlakem mnoha protichůdných zájmů a v roce 1831 na něj byl spáchán úspěšný atentát. Na londýnské konferenci o rok později rozhodli velmoci Británie, Francie a Rusko o zrušení republiky a prohlásili Řecko královstvím. Za panovníka mu vybrali bavorského prince Otto I. z dynastie Wittelsbachů. Ottova vláda byla despotická a neoblíbená. V roce 1843 ho až povstání přinutilo přijmout ústavu a svolat národní shromáždění. V revoluci 23. října 1862 byl přesto nakonec sesazen a vyhnán ze země. O rok později ho nahradil dánský princ Wilhelm, který přijal jméno Jiří I., kterého Britové vybavili "korunovačním dárkem" – Jónskými ostrovy. Nová ústava z roku 1864 změnila formu řecké vlády z konstituční monarchie na korunovanou republiku. V roce 1875 zvítězil koncept parlamentní většiny jako podmínky pro vládu, král tak ztratil možnost jmenovat menšinové vlády podle svých preferencí. První premiér vybraný dle nového principu, Charilaos Trikoupis, se ovšem příliš nevyznamenal, když jeho příliš velkorysé projekty, jako například stavba Korintského průplavu, v roce 1893 Řecko přivedly ke státnímu bankrotu. K dalším vleklým problémům nového státu patřila otázka jazyka (spor zda užívat novořečtinu nebo kathareusu, což byl moderní pokus vzkřísit starořečtinu) či náboženství (vznikla státní řecká církev, ale král Otto I. zůstal katolíkem, což byl jeden z jeho chybných kroků).

### 20. století

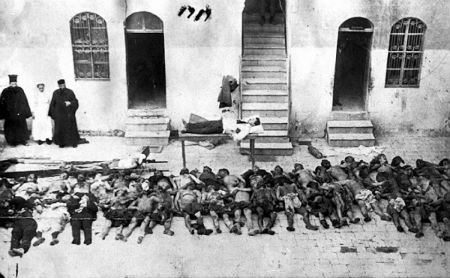
Řecká genocida

Během druhé poloviny 19. století a první poloviny 20. století Řecko postupně připojovalo sousední ostrovy s řecky mluvícím obyvatelstvem. Ožehavou byla otázka Kréty, kterou stále drželi Osmané, proti nimž Kréťané marně mnohokráte povstali (1841, 1858, 1889, 1895, 1897). Řekové roku 1897 Osmanům kvůli Krétě vyhlásili i válku, ale byli poraženi. Díky zásahu velmocí však ztratili jen malé území podél hranic s Tureckem a Kréta byla vyhlášena autonomním státem. Řekové ji znovu získali až v první balkánské válce. V balkánských válkách v letech 1912–1913 a v první světové válce Řecko vůbec hodně získalo, hlavně sever – dnešní makedonské provincie. Zato ale ztratilo jakýkoliv kulturní vliv v Anatolii. Anatolští a pontští Řekové byli po prohrané řecko-turecké válce násilně přesídleni na západ. A nešlo jen o vyhánění, Řekové byli během první světové války a krátce po ní v Turecku systematicky vybíjeni, takže se hovoří o řecké genocidě. Odhady počtu obětí se pohybují mezi 300–900 tisíci.

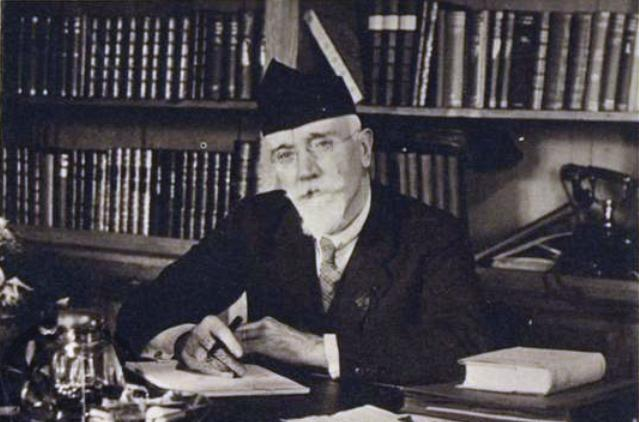
Eleftherios Venizelos roku 1930

Do balkánských válek zemi vedl Eleftherios Venizelos, jehož z Kréty do čela státu povolala po vojenském puči roku 1909 skupina důstojníků žádajících politiku anexí starých řeckých území. Venizelos se pak stal klíčovou politickou figurou řecké politiky první poloviny 20. století. Zdvojnásobil řecké území, provedl řadu reforem, sedmkrát se stal ministerským předsedou. Je tak někdy nazýván „tvůrce moderního Řecka“. Na začátku první světové války se dostal do sporu s tehdejším řeckým králem Konstantinem I., což vedlo k takzvanému národnímu rozkolu. Během války mělo Řecko dokonce dvě vlády, proněmeckou královskou v Athénách a prodohodovou Venizelovu v Soluni. Až roku 1917 Venizelos krále přetlačil a přivedl Řecko naplno mezi nakonec vítězné mocnosti.

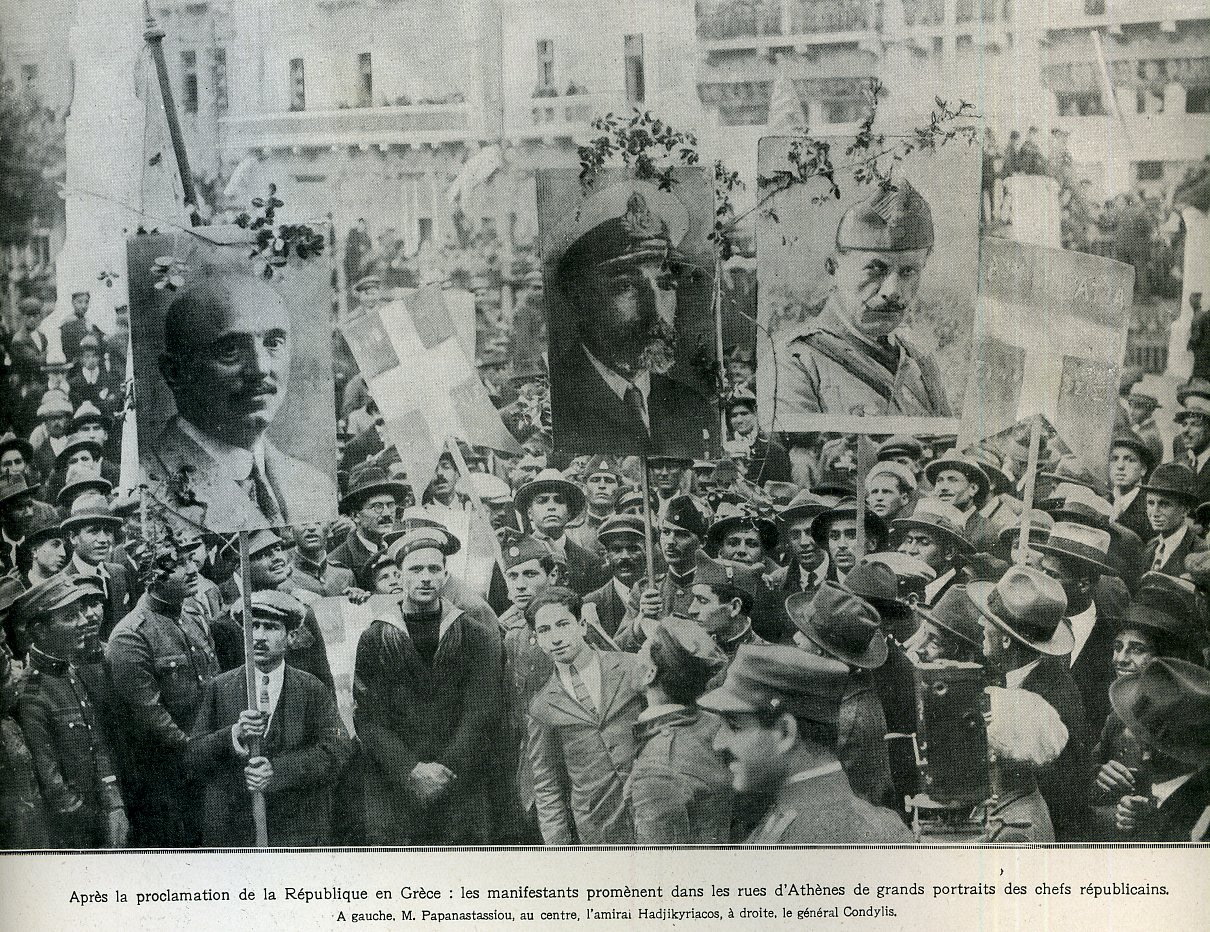
Vyhlášení republiky roku 1924

Po válce se mu podařilo krále donutit k abdikaci. Porazil poté roajalistický pokus o puč, po němž byla monarchie, na základě referenda, zrušena a roku 1924 vznikla druhá helénská republika. Ta musela řešit zejména to, že více než čtvrtina obyvatel země byli uprchlíci, vyhnanci a přesídlenci, z nichž řada ani neuměla dobře řecky. Nespokojení monarchisté uspořádali roku 1935 puč vedený generálem Georgiem Kondylisem a po zmanipulovaném referendu obnovili monarchii a povolali znovu na trůn Jiřího II. V roce 1936 následovala dohoda mezi premiérem Ioannisem Metaxasem a králem, který Metaxase ustanovil vůdcem diktátorského režimu známého jako režim 4. srpna. (Období autoritářské vlády pak s malými přestávkami trvalo až do roku 1974).

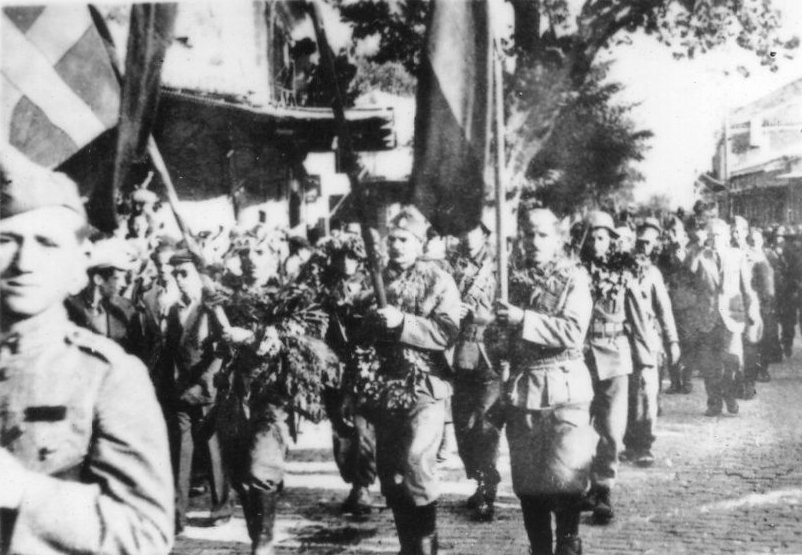
Odbojáři z Národní osvobozenecké fronty

Metaxasův režim nicméně nesympatizoval s italskými a německými fašisty, naopak udržoval dobré vztahy s Británií. Proto také bylo Řecko napadeno roku 1940 Mussoliniho Itálií (Italsko-řecká válka). Řekové nicméně Italy zahnali na území Albánie a zaznamenali tak první spojenecké vítězství nad silami Osy na souši v druhé světové válce. Slavný je Churchillův citát z té doby: "Od této chvíle neříkejme, že Řekové bojují jako hrdinové, ale že hrdinové bojují jako Řekové." Ostudnou italskou porážku musel hasit Mussoliniho spojenec Hitler, který poslal Italům na pomoc německou armádu. Podobně Italům pomohlo i Bulharsko. Po kruté bitvě o Řecko, v níž padlo téměř stejně tolik Italů jako Řeků, nakonec německo-italské síly Řecko dobyly a okupovaly až do roku 1944. Někteří historici se domnívají, že odklonění části německých sil do Řecka ovlivnilo výsledek bitvy o Moskvu, neboť Němci kvůli němu museli bitvu o Moskvu posunout až na zimu, která byla mimořádně tuhá, což značně přispělo k tomu, že Moskvu nedobyli.

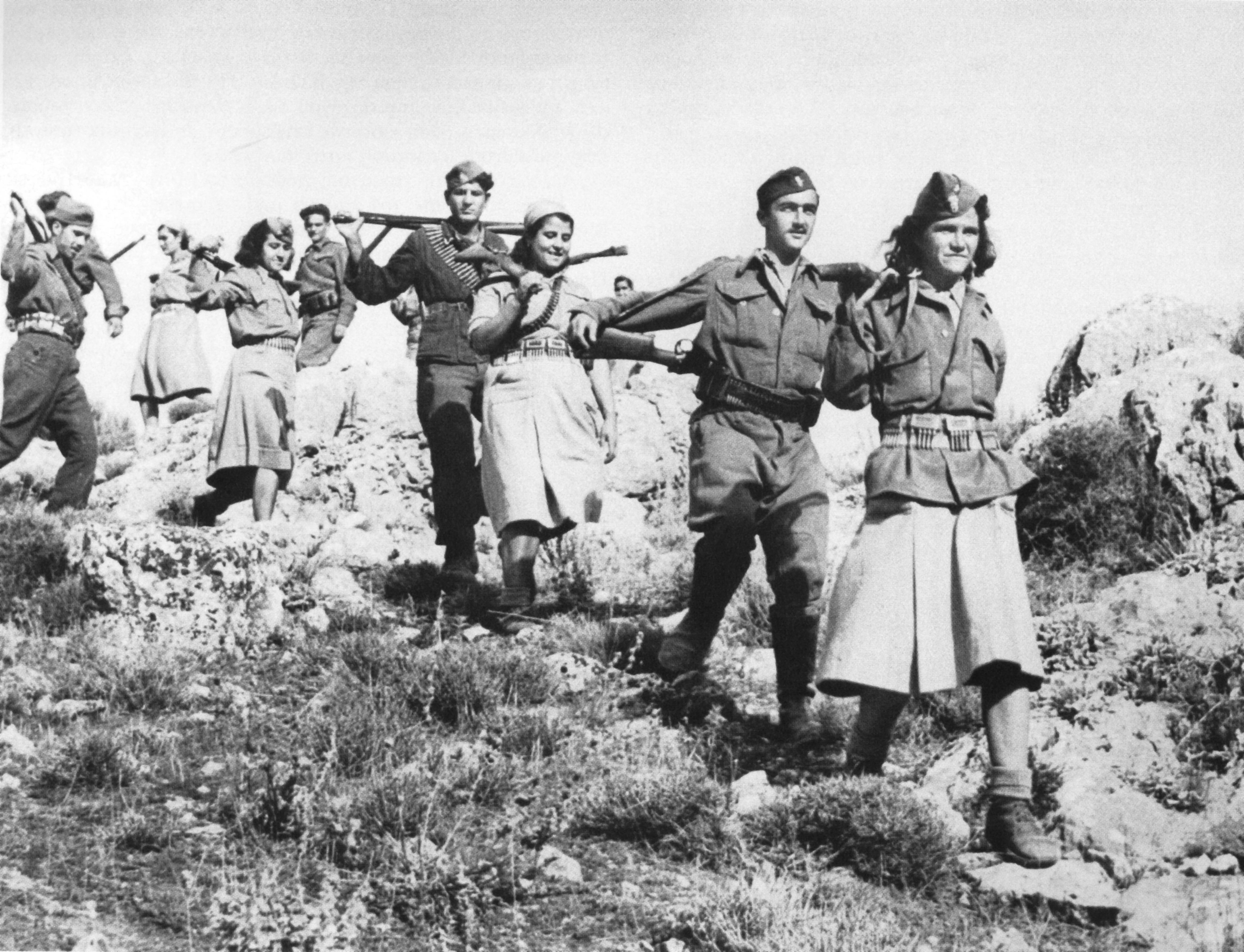
Partyzáni ELAS

Němečtí nacisté pak vládli v okolí Athén a Soluně, ostatní regiony ovládali Italové a Bulhaři. Okupace přinesla řeckému obyvatelstvu strašlivé strádání. Ekonomika země byla zničena a více než 100 000 civilistů tak zemřelo během zimy 1941–1942 hladem. Velká většina řeckých Židů byla deportována a zavražděna v nacistických táborech smrti. Řecký odboj ovšem patřil k nejúčinnějším v Evropě. Největší odbojová organizace, levicová Národní osvobozenecká fronta (Ethnikó Apeleftherotikó Métopo) měla 1,8 milionu členů (přičemž Řecko mělo tehdy 7,5 milionu obyvatel), její bojová složka ELAS asi 50 tisíc vojáků. Hornaté okraje Řecka odbojářům poskytly dobré zázemí. Okupanti reagovali masovým vražděním civilistů. V průběhu tažení proti partyzánům byly systematicky vypáleny stovky vesnic a milion Řeků kvůli tomu zůstal bez domova. Během německé okupace celkem zahynulo až 600 000 Řeků.

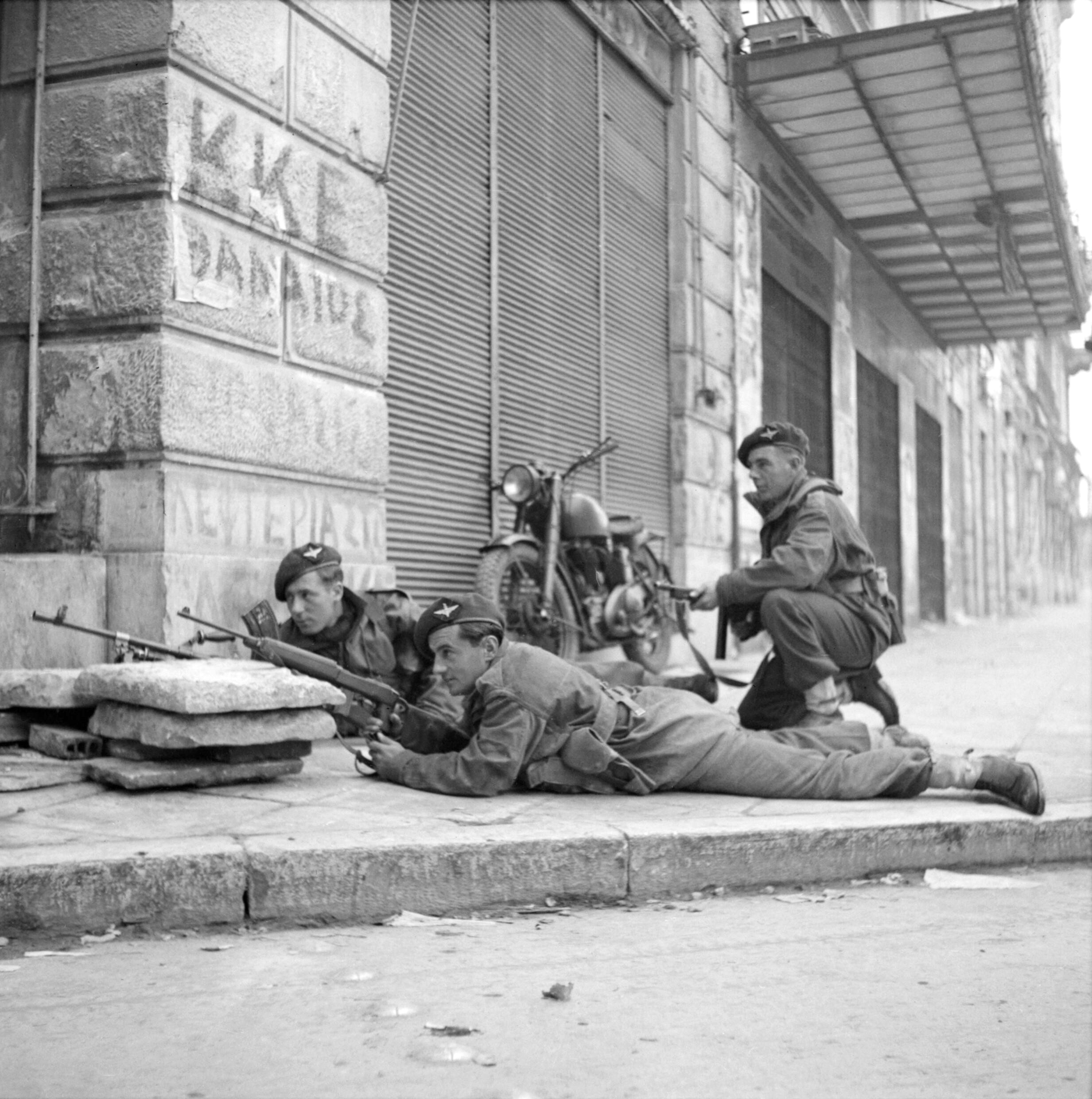
Britští parašutisté bojující proti komunistickým jednotkám v ulicích Athén

K osvobození došlo za pomoci spojeneckých armád, hlavně Velké Británie. Vzápětí po válce však propukla řecká občanská válka mezi řeckými komunisty a jejich odpůrci. Občanská válka byla další těžkou ranou celé společnosti, přinesla přes 150 000 mrtvých na obou stranách a milion vnitřních uprchlíků. Konflikt se stal také jednou z prvních kapitol studené války mezi Západem a Východem. Komunisty podporovaly vojensky zejména Titova Jugoslávie a Albánie, antikomunisty Britové a Američané. Když došlo k roztržce mezi Titem a sovětským vůdcem Stalinem, Jugoslávie podporu stáhla z obavy před sovětskou invazí na Balkán. To byl zásadní faktor, který přispěl k tomu, že komunisté byli poraženi. Asi sto tisíc jich pak emigrovalo do zemí východního bloku (12 000 z nich se usadilo i v Československu, viz článek Řecká menšina v Česku.).

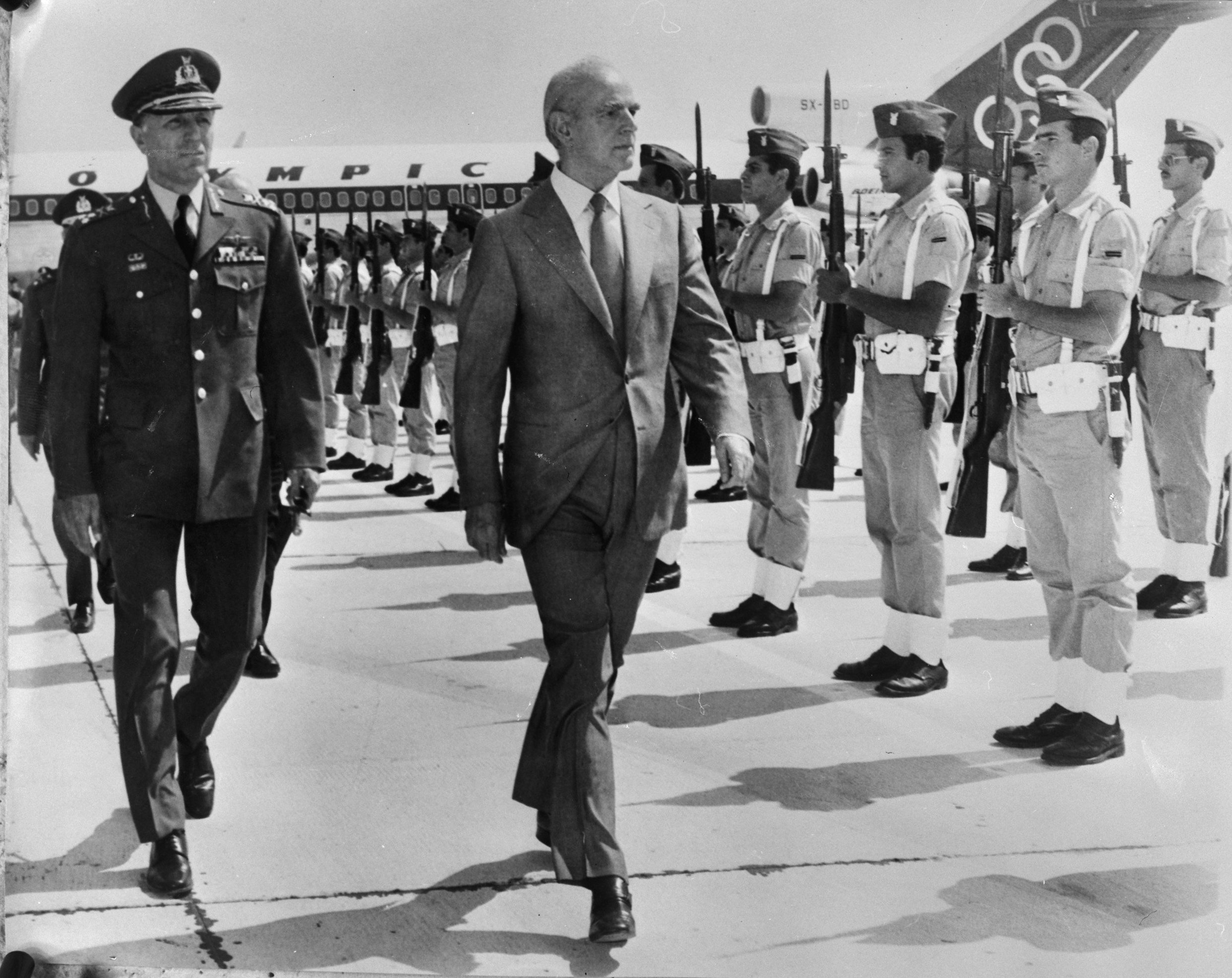
Konstantinos Karamanlis

Řecko se poté orientovalo na západní demokracie (ač si udržovalo autoritářský režim) a v roce 1952 se stalo členem NATO (společně s dosud nepřátelským Tureckem). V 50. a 60. letech se začalo také dařit ekonomice, silně nastartované americkým Marshallovým plánem. Hovořilo se dokonce o "řeckém ekonomickém zázraku". Politika 50. a 60. let byla charakterizována vytlačením levice. Klíčovými dvěma osobnostmi byl konzervativně orientovaný Konstantinos Karamanlis a vůdce Strany středu Georgios Papandreou. Právě odvolání Papandreouovy centristické vlády králem Konstantinem II. v červenci 1965 rozpoutalo politické turbulence, které vyvrcholily vojenským převratem ze dne 21. dubna 1967 a nastolením režimu plukovníků vedených Georgiosem Papadopoulosem. V době vlády junty byla pozastavena občanská práva, zesíleny politické represe, včetně mučení schváleného státem. Řecký král s juntou nejprve spolupracoval, později se ji ale neúspěšně pokusil svrhnout a byl donucen opustit zemi. I dopady na ekonomiku byly nepříznivé, ekonomický růst vystřídala okolo roku 1972 stagnace.

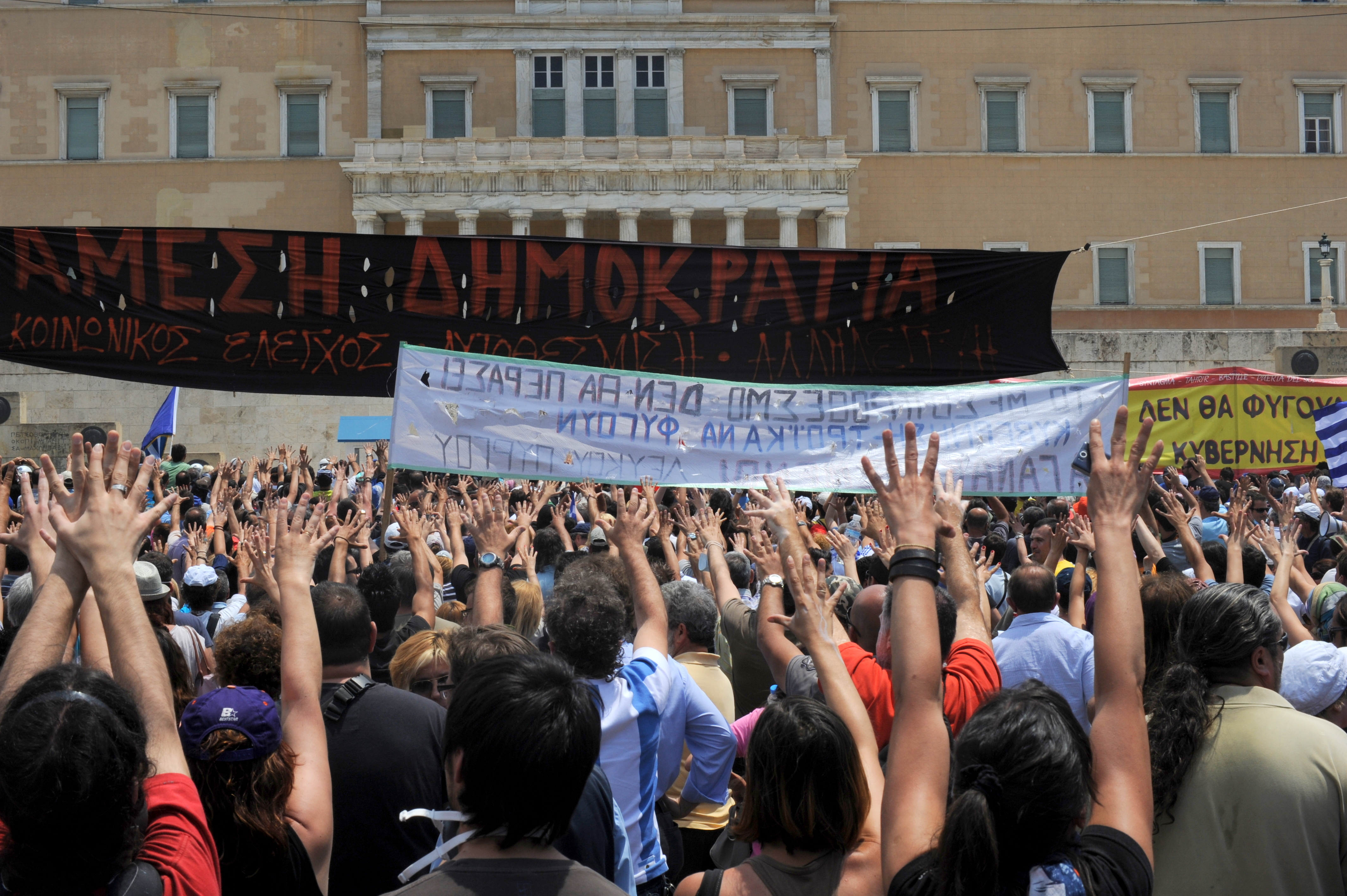
Protesty proti vládním škrtům v důsledku dluhové krize

V roce 1974 se řecká junta pokusila neúspěšně připojit k Řecku ostrov Kypr, což vedlo k turecké invazi na Kypr a k pádu junty v Řecku. V roce 1974 se konaly první svobodné volby a byl nastolen demokratický režim. V referendu poté Řekové odmítli monarchii a vznikla tak třetí helénská republika. Konstantinos Karamanlis se vrátil z exilu a stal se znovu premiérem. Založil novou konzervativní stranu Nová demokracie, která se stala klíčovou politickou silou třetí republiky, spolu se sociálnědemokratickou stranou Panhelénské socialistické hnutí, kterou založil Andreas Papandreou, syn Georgise Papandreoua. Ekonomicky zemi pomohl v roce 1981 vstup do Evropského společenství (roku 1993 přetvořeného v Evropskou unii). Země přijala i euro v roce 2001, toto přijetí ale provázely statistické podvody, jak se posléze ukázalo. Řekové za to zaplatili vysokou cenu, bez možnosti devalvace vlastní měny se Řecko s příliš silným eurem dostalo (v návaznosti na globální krizi roku 2008) do finanční krize, která se spojila s dlouho střádanou krizí dluhovou. Ta přerostla v dluhovou krizi evropskou a v Řecku i v krizi sociální, provázenou vysokou nezaměstnaností (28 procent v roce 2014). EU a věřitelské státy Řecko přinutily k úsporám a rozpočtovým škrtům. Nespokojenost s nimi ovšem dostala k moci radikální levici – stranu Syriza Alexise Tsiprase. Ten vládl v letech 2015-2019. Tsipras si však nedovolil takovou vzpouru proti vnějším tlakům, jakou zřejmě voliči očekávali (mj. díky urputné snaze udržet si euro). V roce 2019 se vládli ujali konzervativci, v čele s Kyriakosem Mitsotakisem.

## Státní symboly

### Vlajka
Řecká vlajka je tvořena listem o poměru stran 2:3 s devíti vodorovnými pruhy, pěti modrými a mezi nimi čtyřmi bílými. V modrém karé v horním rohu (zabírajícím šířku pěti pruhů) je bílý středový kříž.

### Znak
Řecky státní znak je tvořen modrým štítem, do něhož je položen stříbrný heroldský kříž. Kolem štítu je zelený vavřínový věnec s plody.

### Hymna
Řecká hymna je píseň Ýmnos eis tin Eleftherían (Ύμνος εις την Ελευθερίαν, česky Hymnus ke svobodě, Óda na svobodu nebo Chvalozpěv svobodě). Tato hymna je zároveň kyperskou hymnou.

### Motto
Řeckým mottem je Eleftheria i thanatos (Ελευθερία ή Θάνατος, česky Svoboda nebo smrt), jež vzniklo během řecké války za nezávislost.

## Geografie

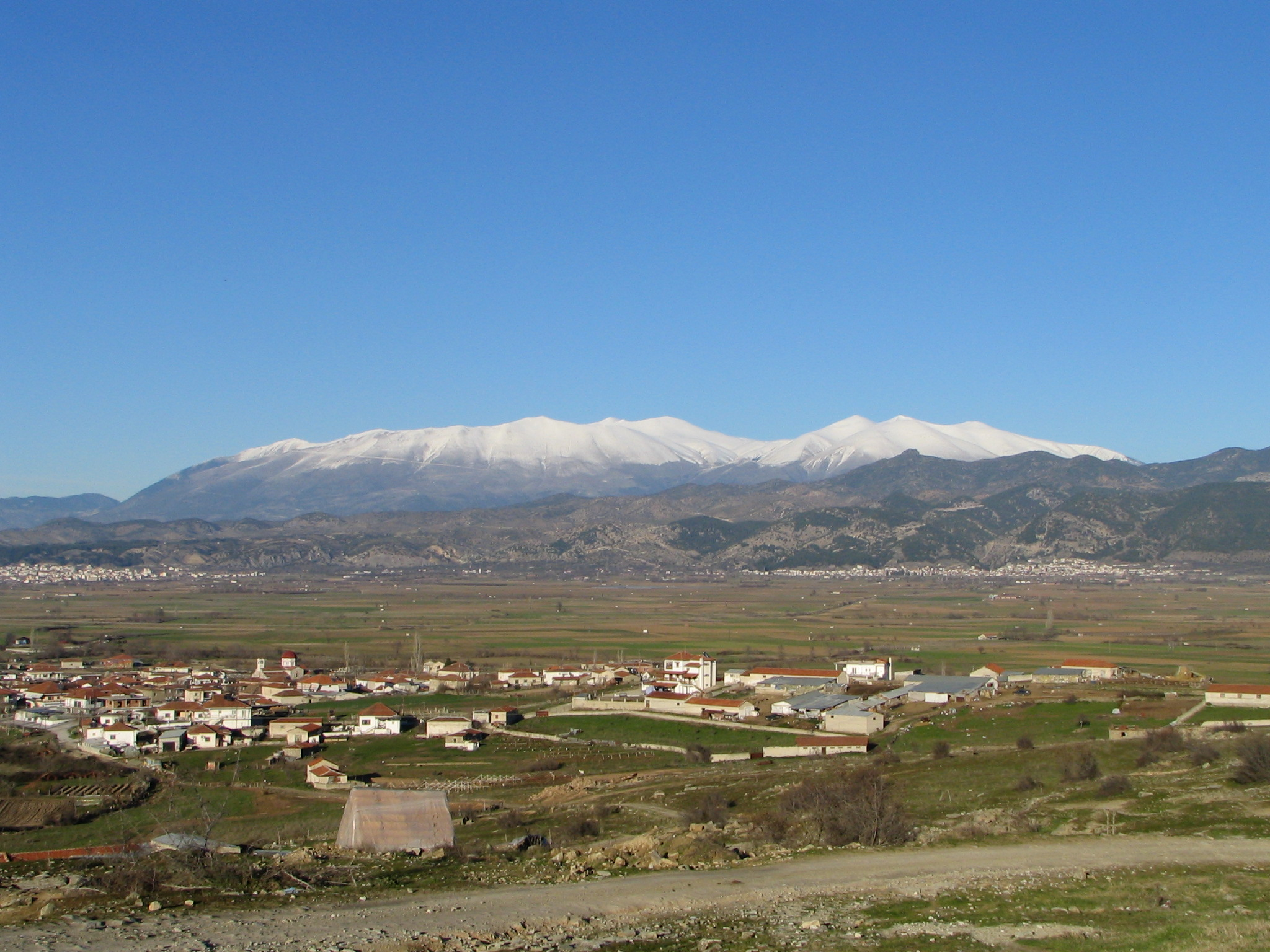
Pohoří Olymp

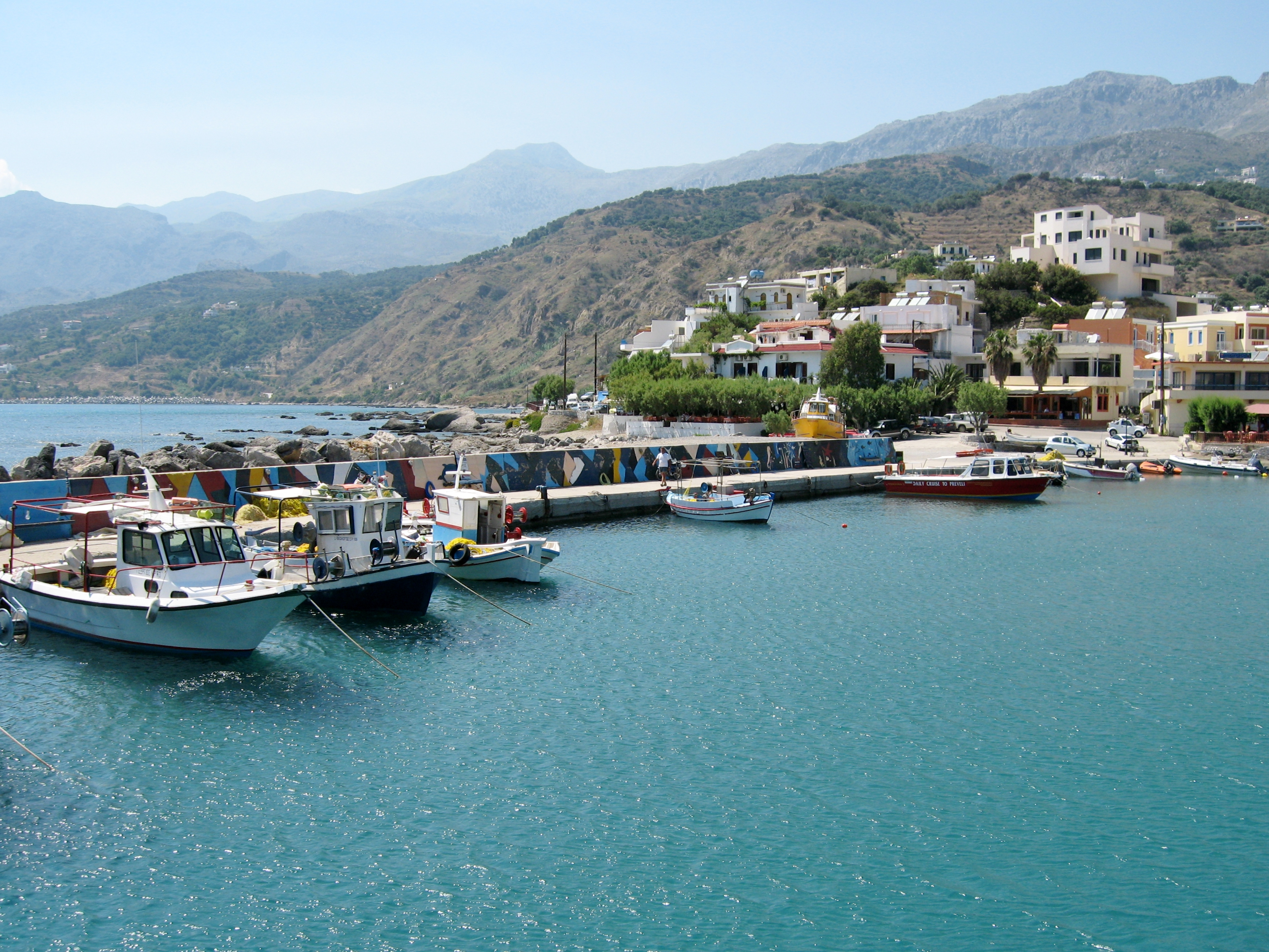
Ostrov Kréta

Země se skládá z rozsáhlé pevninské části na jižním konci Balkánu, Peloponéského poloostrova (spojeného s pevninou prostřednictvím Korintské šíje) a početných ostrovů (okolo 3000) včetně Kréty, Rhodu, Euboie nebo Dodekan či Kykladů v Egejském moři a také z ostrovů v Jónském moři.
Kontinentální státní hranice Řecka jsou dlouhé 1180,71 km. Na severu hraničí s Albánií (246,70 km), Severní Makedonií (256,31 km) a Bulharskem (474,70 km) a na východě s Tureckem (203,00 km). Mezi Řeckem a Tureckem leží Egejské moře, ze západu Řecko omývá Jónské moře a z jihu Libyjské moře. Celková délka pobřeží je 15 021 km.
Okolo 80 % země je tvořeno horami nebo kopci, což Řecko činí jednou z nejhornatějších zemí Evropy. Horská pásma na území Řecka se souhrnně označují Helenidy. Západní Řecko zahrnuje jezera a mokřady. Centrální horstvo Pindos má nejvyšší bod o výšce 2636 metrů nad mořem. Horské pásmo pokračuje prostřednictvím Peloponésu, ostrovů Kythéra a Antikythéra a končí na ostrově Kréta. (Ostrovy v Egejském moři jsou ve skutečnosti vrcholy podvodních hor, které kdysi byly prodloužením pevniny).
Střední a západní část Řecka zahrnuje vysoké strmé vrcholy přerušované mnoha kaňony a ostatními krasovými útvary včetně roklin Meteora a Vikos.
Pohoří Olymp s horou Mytikas o výšce 2917 metrů nad mořem je nejvyšším bodem Řecka. Stejně tak je severní Řecko tvořeno dalším pohořím – Rodopy, nacházejícími se ve východní Makedonii a Thrákii. Toto území je pokryto rozsáhlými a hustými lesy jako například známá Dadia.
Řecko je členskou zemí Evropské unie (od roku 1981) a NATO (od roku 1952).

### Příroda

#### Krajina
Planiny se nacházejí hlavně ve východní Thesálii, Střední Makedonii a Thrákii.
Řecké klima je rozdělené na tři dobře definovatelné třídy – přímořské, horské a mírné. První zahrnuje mírné vlhké zimy a horká suchá léta. Zimní teploty vzácně dosahují extrémů, přestože příležitostně může sněžit i v Aténách, na Kykladech nebo Krétě. Horské se nachází hlavně v západním Řecku (Epirus, Střední Řecko, Thesálie, Západní Makedonie stejně jako ve středních částech Peloponésu jako je Achaia, Arkádie a části Lakónie, která s Alpami přímo sousedí). Konečně mírné pásmo se nachází ve střední a východní Makedonii, dále v Thrákii na místech jako jsou Komotini, Xanthi a severní Evros; s chladnými a sychravými zimami a horkými suchými léty. Stojí za zmínku, že Atény jsou umístěny na přechodovém území mezi přímořským a horským klimatem – v jižních čtvrtích je tedy klima přímořské, zatímco v severních čtvrtích panuje horské.

#### Fauna a flóra
Okolo 50 % řeckého území je pokryto lesy s bohatě rozličnou vegetací, od horských jehličnanů až k přímořskému typu vegetace. Řecké lesy jsou domovem posledním hnědým medvědům a rysům ve východní Evropě, stejně jako dalším druhům, jakými jsou mimo jiné například vlci, srnci, divoké kozy, lišky a divoká prasata. V moři kolem Řecka žijí tuleni, mořské želvy, žraloci, delfíni i krakatice.

## Politika

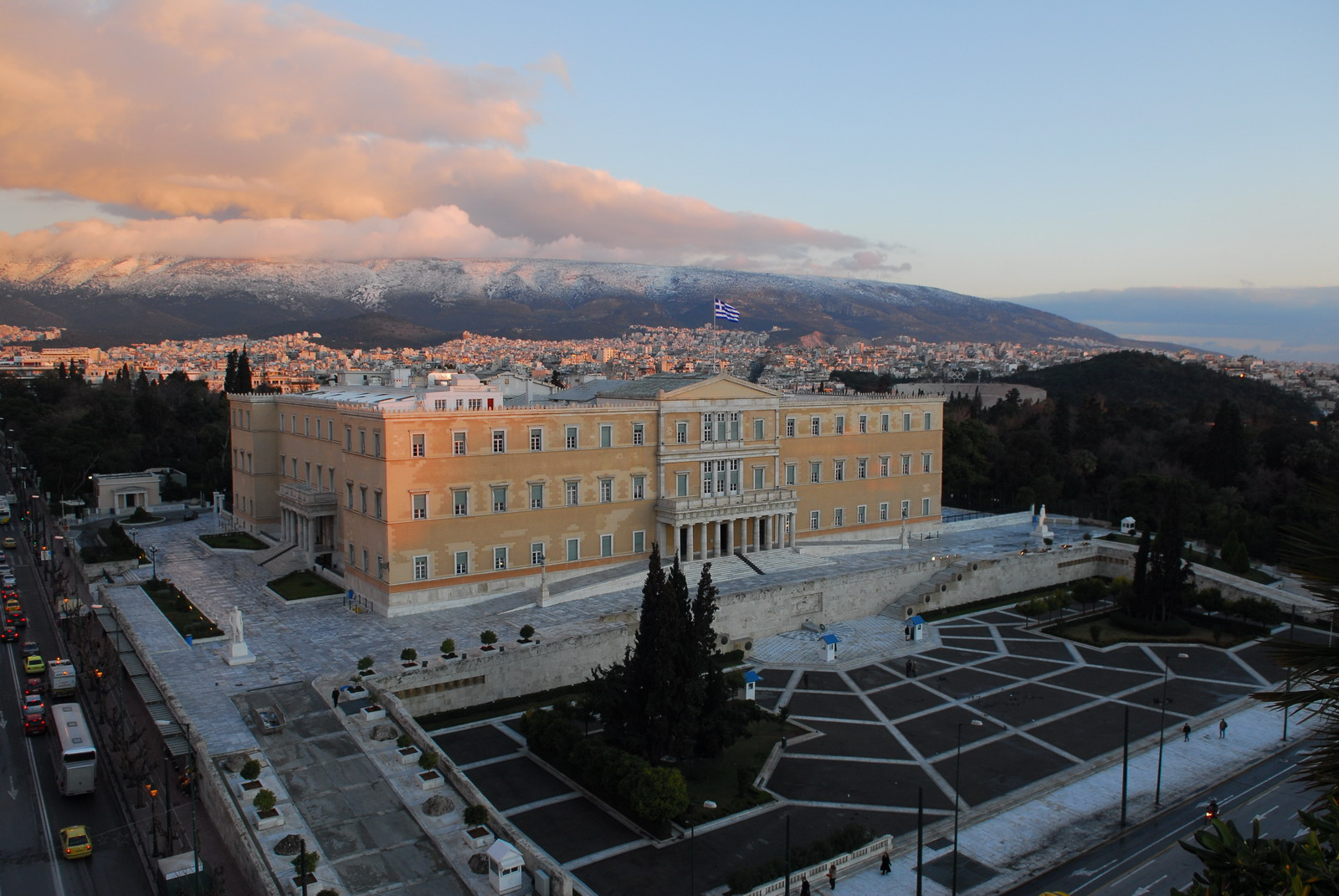
Řecký parlament v centru Athén

Řecko je unitární parlamentní republika. Její hlavou je prezident, který je volen parlamentem na pětileté období. Výkonnou moc ale drží předseda vlády. Zákonodárnou moc má jednokomorový parlament. Parlament (vůli) se skládá z 300 poslanců (vuleftes). Poslanci jsou voleni každé čtyři roky, případně v předčasných volbách dříve. Nejvyšším soudem v zemi je tzv. Areopagus (řecky Arios Pagos, tedy Areův vrch).
Od března 2025 je prezidentem Konstantínos Tasúlas, od roku 2023 je premiérem Kyriakos Mitsotakis.
Demokracie vznikla právě v Aténách, založil ji Kleisthenés, v novověkém Řecku musela být po osvobození zpod turecké nadvlády ale nově nastolena. Přesto však patří Řecko mezi jedny z prvních evropských novodobých demokratických států. Demokracie zde vznikla podle francouzského vzoru v roce 1830, po porážce Turků. Definitivně prosadit ji se podařilo až počátkem 20. století, jelikož do té doby zde docházelo ke státním převratům i politickým vraždám. První hlavou státu byl vzdělaný politik původem z ostrova Korfu, Joannis Kapodistrias, který byl zavražděn opozicí. Moderní demokracie byla definitivně ustavena v roce 1974, kdy padla vojenská diktatura Georgiose Papadopulose. Byla založena pravicová strana Nea Dimokratia (Nová demokracie), kterou založil Konstantínos Karamanlís (starší) a která se jako první chopila moci. Proti ní vytvořil politik Andreas Papandreu socialistickou stranu PASOK (Panellinio sosialistiko kinima-Panhelénské socialistické hnutí). Tyto dvě strany patří dodnes k nejsilnějším politickým stranám, přestože zaznamenaly větší pokles poté, co byly odhaleny podvody se statistikami strany PASOK před vstupem do měnové unie v roce 2001.

### Administrativní rozdělení

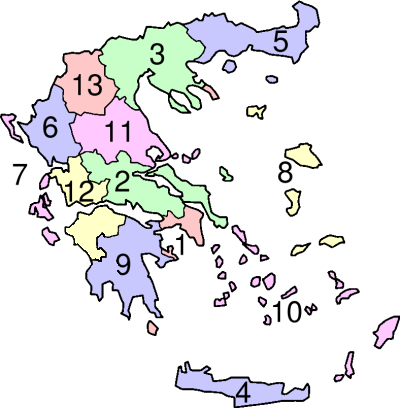
Řecké kraje

13 krajů rozdělených do 74 regionálních jednotek (perifereiakés enóti̱tes; jednotné číslo: perifereiakí̱ enóti̱ta) a 1 autonomní stát (Athos):
1. Attika – Jižní Athény, Ostrovy, Severní Athény, Střední Athény, Západní Athény, Východní Attika, Západní Attika, Pireus
2. Střední Řecko – Bojótie, Euboia, Euritánie, Fókida, Fthiótida,
3. Střední Makedonie – Chalkidiki, Imathie, Kilkis, Pella, Pieria, Serres, Soluň
4. Kréta – Chania, Heraklion, Lasithi, Rethymno
5. Východní Makedonie a Thrákie – Drama, Evros, Kavala, Rodopy, Thasos, Xánthi
6. Epirus – Arta, Janina, Preveza, Thesprotie
7. Jónské ostrovy – Ithaka, Kefalonie, Korfu, Lefkada, Zakynthos
8. Severní Egeis – Chios, Ikaria, Lémnos, Lesbos, Samos
9. Peloponés – Arkádie, Argolis, Korinthie, Lakónie, Messénie
10. Jižní Egeis – Andros, Kalymnos, Karpathos, Kea-Kythnos, Kós, Milos, Mykonos, Naxos, Paros, Rhodos, Syros, Théra, Tinos
11. Thesálie – Karditsa, Lárisa, Magnesia, Sporady, Trikala
12. Západní Řecko – Achaia, Aitólie-Akarnánie, Élida
13. Západní Makedonie – Florina, Grevena, Kastoria, Kozani

## Ekonomika

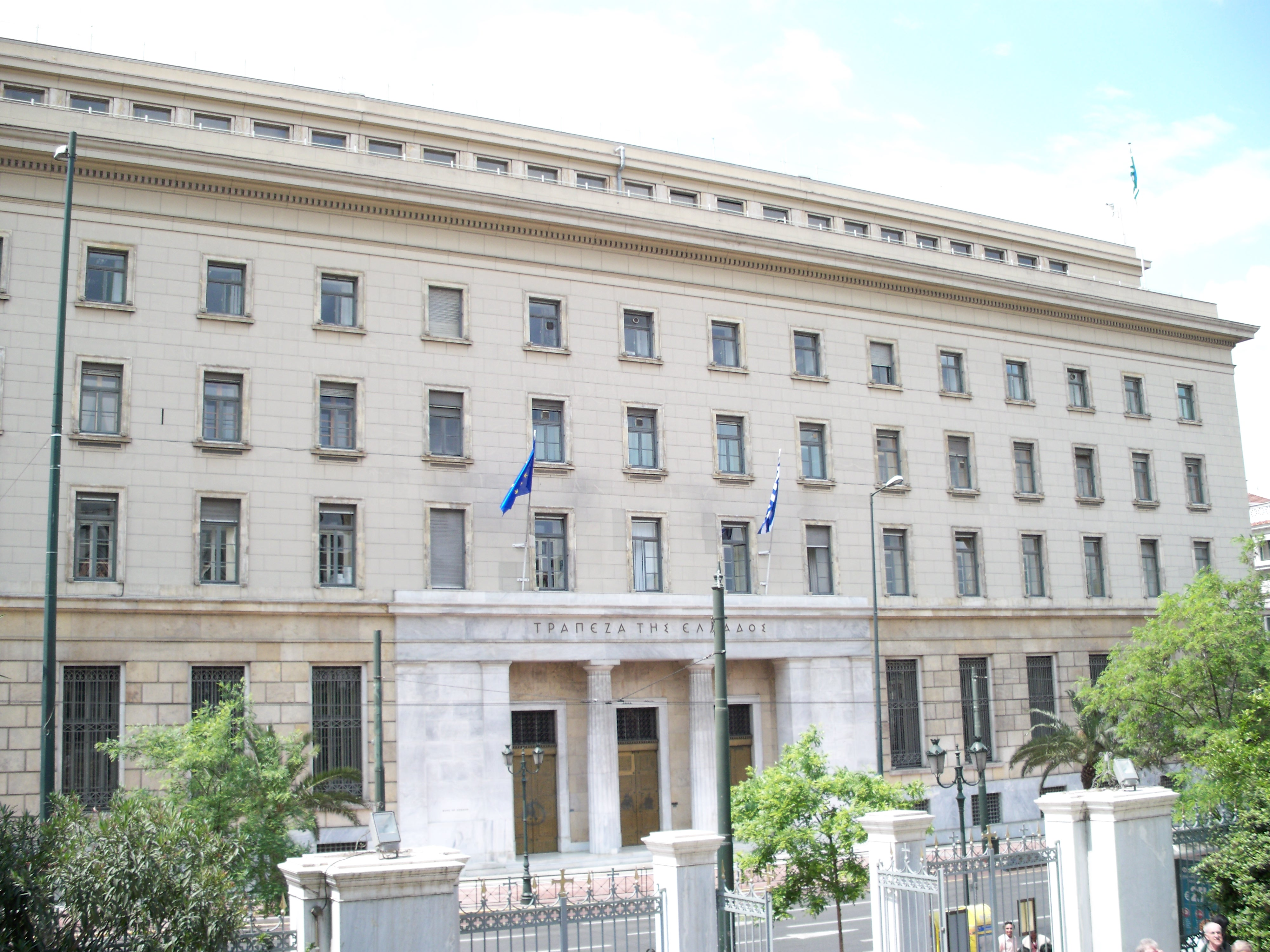
Hlavní budova řecké národní banky v Athénách

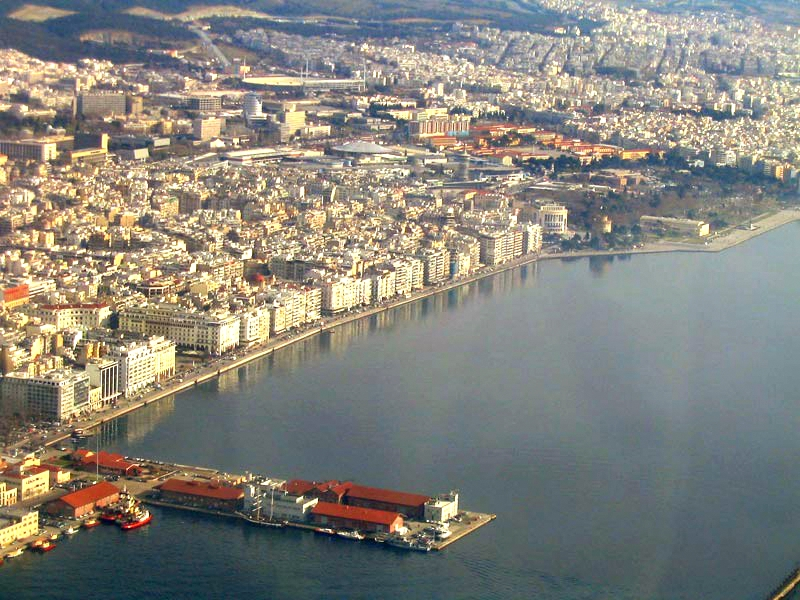
Soluň, hlavní město Makedonie, je důležité finanční a průmyslové centrum na severu Řecka

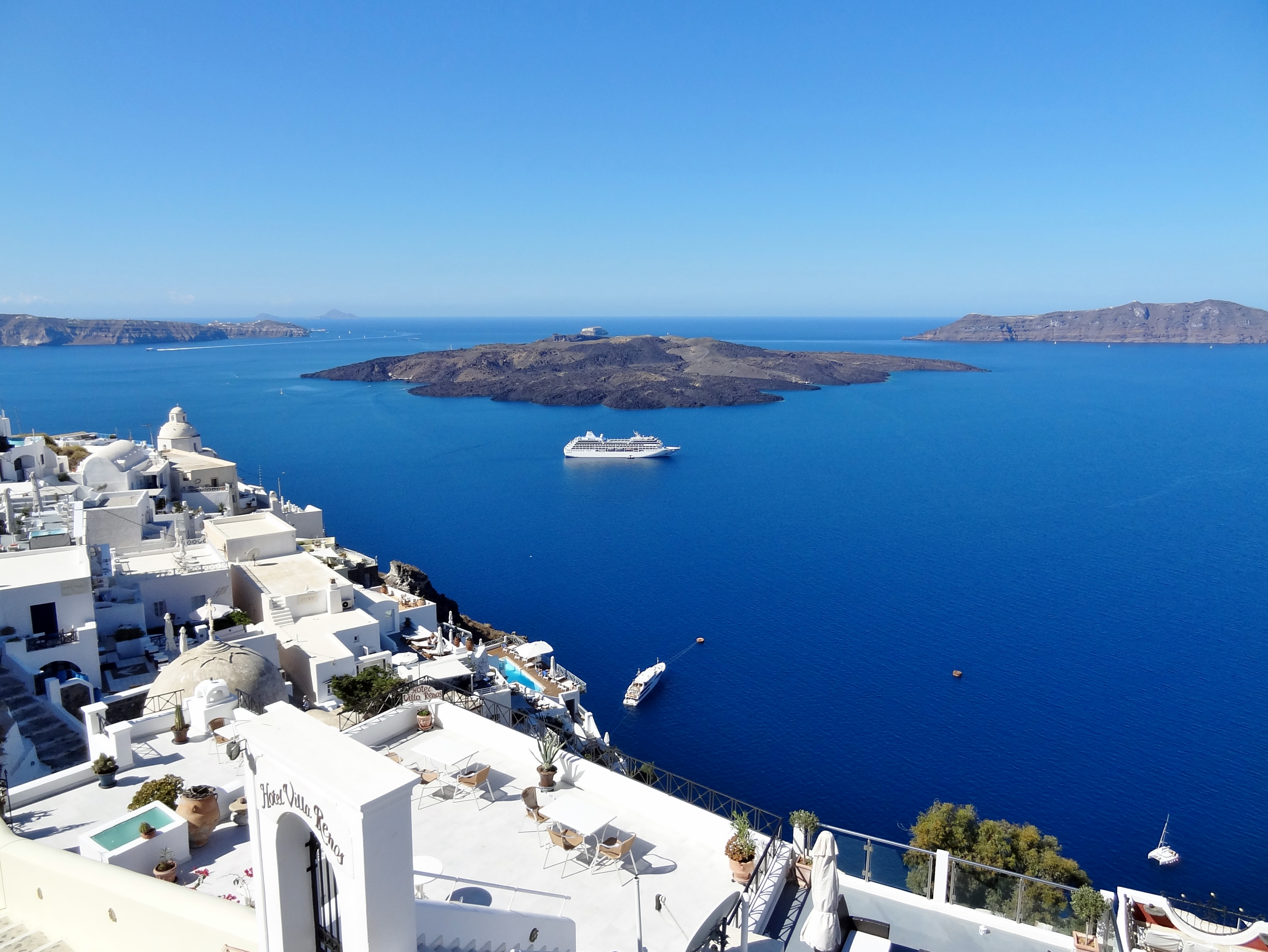
Ostrov Santorini. Cestovní ruch je důležitým zdrojem příjmů.

Řecká ekonomika patří mezi nejslabší ekonomiky EU, což je zapříčiněno několika faktory. Z dějinného vývoje, který znamenal dlouhodobou závislost na Osmanské říši, zůstaly Řecku nevyřešené vztahy se sousedy, hlavně hraniční otázka s Tureckem. Kvůli tomu je fakticky pozastavena možná těžba ropy v Egejském moři, a tím zemi unikají potenciálně značné příjmy státního rozpočtu. Další nevýhodou je skutečnost, že Řecko má pouze malou plochu úrodné půdy, zatímco většinu území (i na ostrovech) zabírají pohoří, případně kamenitá neúrodná půda. Starověcí Řekové tuto bezútěšnou situaci řešili kolonizací ostatního Středomoří, moderní Řecko musí velkou část potřebných potravin a surovin zemědělského původu dovážet ze zahraničí.
Významnou část řecké ekonomiky tvoří turistický průmysl, který vytváří přibližně 18 % HDP. Důležitým odvětvím je námořní průmysl, který rovněž zaměstnává mnoho obyvatel a představuje 4,5 % HDP. Řecko má největší vojenskou flotilu v Evropě a mnoho lidí slouží i v armádě. Řecko má největší obchodní flotilu na světě, i přesto že není první v počtu lodí její loďstvo má největší DWT a je zodpovědné za více než 15 % světového DWT při převozu zboží. Řecké obchodní loďstvo také převáží přes 39 % evropského DWT a řecká námořní vlajka je druhou nejpoužívanější v Evropě a sedmou na světě. Obchodní loďstvo je zodpovědné zhruba za 6% řeckého hrubého domácího produktu. Pro řeckou ekonomiku je důležitý i potravinářský, chemický a textilní průmysl. Chov zvířat, převážně ovcí a koz, prožívá v posledních letech hluboký úpadek. Hovězí dobytek, včetně krav na mléko, je chován jen v malé míře. Řecké zemědělství se skládá spíše z menších usedlostí a mezi jeho nejvíce vyvážené plodiny patří olivy a broskve.
Řecká ekonomika začala rapidně postupovat hlavně po roce 1974, kdy se vlády ujal pravicový politik Konstantinos Karamanlis (starší), za jehož období byl zmodernizován především průmysl, přesto zůstal v mezinárodním srovnání málo výkonný. Sociální politika Andrease Papandreu pomohla vyřešit těžké sociální problémy mnoha občanů Řecka a vytvořila vyspělý školský a zdravotnický systém. Zároveň ale touto štědrou sociální politikou začalo postupné zadlužování Řecka. Také se ekonomika během této vlády soustředila převážně na zemědělskou a ne na průmyslovou výrobu, protože průmysl vyžadoval velké investice, které si stát nemohl dovolit.
Problémy s řeckou ekonomikou se prohloubily začátkem tohoto století, za další vlády PASOK, kdy byl premiérem Kostas Simitis. Nejvíce však ekonomika utrpěla během pravicové vlády Nea ND, Kostase Karamanlise mladšího, která trvala do roku 2009. Vládní kabinet po odstoupení čelil skandálům s korupcí a zatajování státního deficitu, který se vyšplhal až na 14 % HDP. Vláda místo toho, aby šetřila, si obstarávala další zahraniční půjčky na udržení standardu země. Nová vláda Jeorjosa Papandreu (2009) musela přijmout tvrdá opatření, např. snížení platů a zvýšení důchodového věku ze 60. na 65. rok. Zvýšila i daň z 19 na 21 %. Za tyto kroky dostala řecká vláda půjčku od EU a měnového fondu celkově ve výši 114 miliard euro. Radikálními opatřeními vlády a finanční půjčkou se Řecko vyhnulo bankrotu a do konce roku 2010 se podařilo snížit schodek na 8 %. Radikální postupy vlády se však neobešly bez demonstrací, kdy protestovalo přibližně 200 000 lidí, převážně v Athénách.
Snížit deficit pod 8 % se však v roce 2011 nedařilo tak, jak vláda plánovala, proto musela v červenci přijmout další radikální úsporná opatření a změnit vládní kabinet, premiér Jorgos Papandreu však svou pozici obhájil. V říjnu 2011 byla na setkání evropské měnové unie sjednána nová dohoda, odpis 50 % řeckého dluhu vůči bankovním subjektům a nová půjčka ve výši 120 miliard euro. Po neshodě mezi některými vládními poslanci a premiérem Papandreuem byla nakonec sestavena nová prozatímní vláda v čele s nezávislým ekonomem Lukasem Papadimosem. Ten pokračoval v úsporných opatřeních, parlament přijal novou půjčku a poloviční odpis řeckého dluhu.
Po následných volbách odhlasovala koalice premiéra Antonise Samarase další, v pořadí třetí velké memorandum, tzv. Memorandum III., domluvené s představiteli tzv. trojky (Evropská komise, Evropská centrální banka a Mezinárodní měnový fond), které zahrnovalo velká úsporná opatření ve výši 11 miliard eur. Podle ministra financí Jannise Sturnarase to měla být poslední velká úsporná opatření.
V roce 2014 zaznamenal řecký státní rozpočet první plusové hospodaření od roku 2008 (tzv. primární přebytek) a v dubnu se Řecko mohlo zčásti dočasně vrátit na mezinárodní finanční trhy. Premiér Samaras tehdy prohlásil, že situace se stabilizovala a Řecko nebude potřebovat další záchranné úvěry. K roku 2015, po několika letech poklesu, činil HDP (PPP) na hlavu 27 tisíc USD, což bylo nominálně méně než v mnoha nových členských státech EU (jmenovitě Česko, Estonsko, Litva, Kypr, Malta, Slovensko a také Slovinsko).
Samarasova předpověď se ovšem nepotvrdila. V roce 2015 prožívalo Řecko a spolu s ním Evropská měnová unie (EMU) mimořádně dramatickou krizi. Nezaměstnanost práceschopného obyvatelstva stoupla na 27 %.

## Demografie

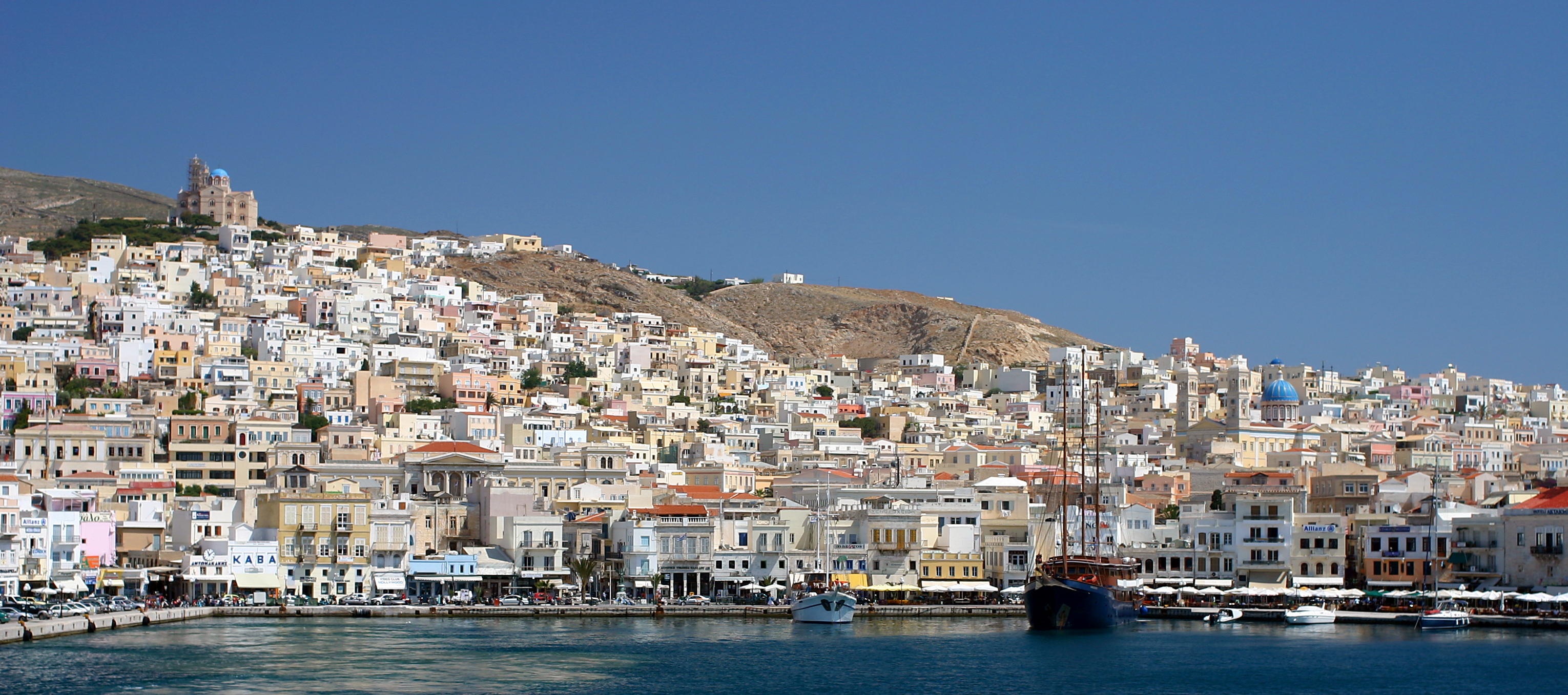
Ermupoli na ostrové Syros je hlavní město Kyklad

Podle oficiálního úřadu ELSTAT mělo Řecko v roce 2011 10 815 197 obyvatel. Většina obyvatel (98 %) vyznává řecké ortodoxní náboženství, jen asi 1,3 % patří k islámu. Úředním jazykem v Řecku je řečtina.
Obyvatelstvo dvou největších řeckých měst – Athén a Soluně – dosahuje počtu 5 miliónů, téměř 4 milióny v Aténách, zatímco v Soluni je to mírně přes 1 milion. V roce 2002 poprvé v historii moderního Řecka byl počet narození přesažen počtem úmrtí. Řecké sčítání lidu z roku 2001 zaznamenalo 10 930 000 obyvatel, z nichž 760 000 bylo původu jiného než řeckého.
Řecko má mnoho rozličných jazykové a kulturně národnostních menšin. Neúplný výčet by zahrnoval Pomaky a různé skupiny Romů. Taktéž zde existuje množství náboženských menšin, včetně muslimů v západní Thrákii, tvořících většinu místních obyvatel a vytvářejících tak druhou nejpočetnější skupinu.

### Jazyk

Dnešní řecké dialekty

Úředním jazykem v Řecku je novořečtina Dimotiki (lidový jazyk), kterým již dlouho hovořila většina obyvatel Řecka. Dimotiki se vyvinul ze starořečtiny, konkrétně z jazyka koiné (společná řeč), který byl vytvořen v 3. stol. př. Kr. na základě jónské attičtiny jako univerzální jazyk všech Řeků. Kromě standardní novořečtiny dimotiki existují i jiné novořecké jazyky, jimiž hovoří určité skupiny Řeků. Jsou to jazyky pontská řečtina (asi 2 miliony uživatelů), tsakonština (vychází ze starověké dórštiny) a kapadócká řečtina. Nejrozšířenějším menšinovým řeckým jazykem je pontská řečtina, kterou mluví pontští Řekové. Kapadóčtina a cakonština jsou spíše na ústupu.
V Řecku se mluví také albánskou arvanitštinou, kterou používají Arvanité (asi 200 000 uživatelů), románskou arumunštinou, kterou mluví řečtí Arumuni (asi 100 000 uživatelů) a řeckou slovanštinou, kterou hovoří řečtí Slované (asi 60 000 uživatelů). Muslimská turecká menšina mluví turecky.

### Imigrace
Řecko prošlo po silné reemigrační vlně změnou z vystěhovalecké země v zemi imigrační. Na jedné straně pracoval do roku 1973 v zahraničí asi milion Řeků /od počátku sedmdesátých let 20. století se polovina z nich vrátila domů/. Na druhé straně žilo v Řecku počátkem devadesátých let 20. století asi 603 000 migrantů ze zahraničí, z toho 340 000 s řádným povolením, dále asi 260 000 "ilegálních migrantů" a pouze 3000 utečenců. Mezi legálními imigranty převažovali řečtí "navrátilci", především Řekové ze severního Černomoří. Mezi "ilegály" byli na prvním místě Albánci, za nimi s velkým odstupem Poláci. Potom následovaly země "třetího světa" v čele s Egyptem a Filipínami. Právní status přistěhovalce byl během 90. let 20. století velmi nejasný a to spolu s velkým počtem ilegálních přistěhovalců vedlo od roku 1997 k uskutečnění 3 legalizačních programů nařízených řeckým státem (čtvrtý proběhl v roce 2005).
V 90. letech imigrovalo do Řecka několik prominentních řeckých sportovců jako etničtí přistěhovalci z Albánie a Gruzie, včetně legendárních vzpěračů Pyrrose Dimase a Kakiho Kakiasvilise.

### Náboženství
Náboženství v Řecku (2017)

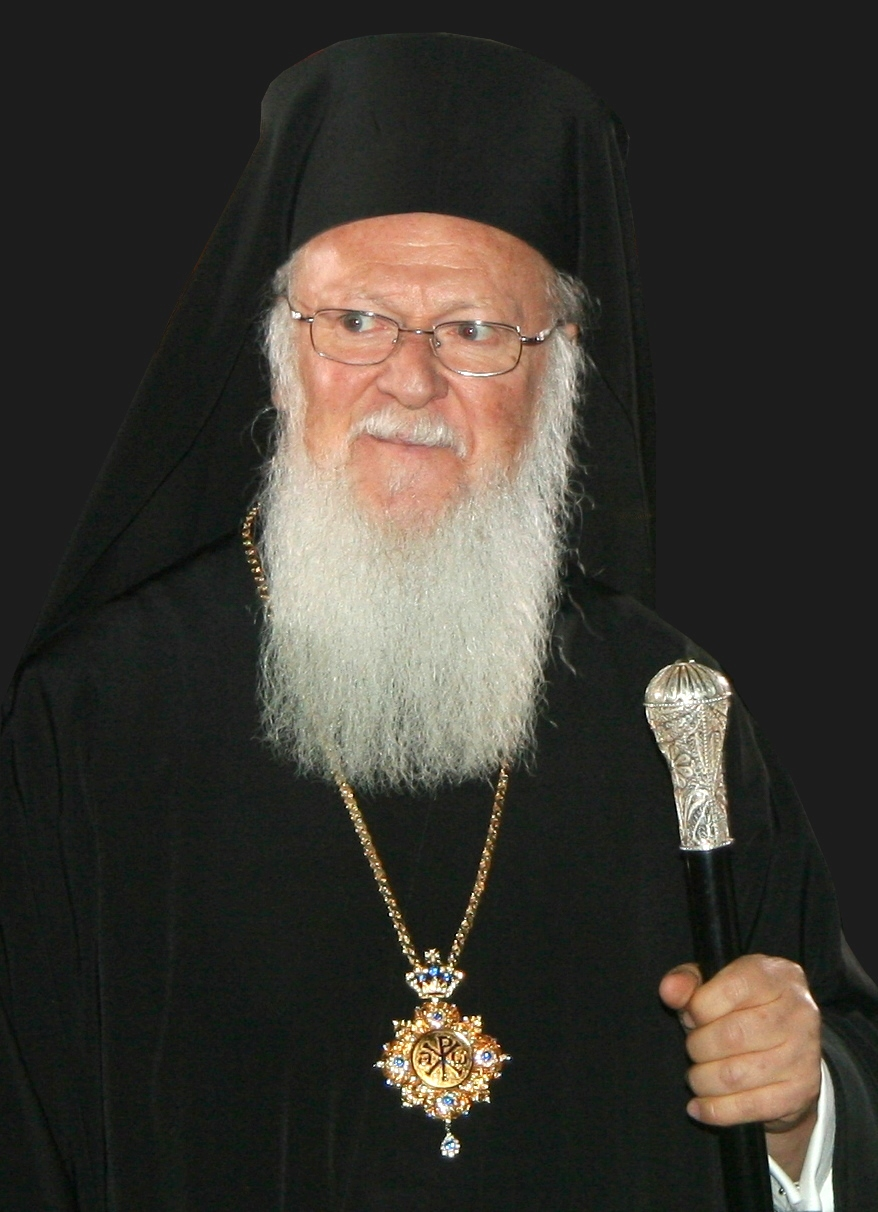
Konstantinopolský arcibiskup a pravoslavný patriarcha Bartoloměj I.

Ještě před nadvládou Osmanů bylo Řecko součástí Byzantské říše. Státní, stejně jako náboženské centrum říše, bylo Konstantinem I. přesunuto do Konstantinopole (dnešní Istanbul). Od Konstantinových časů se ortodoxní křesťanská víra úspěšně rozvíjela a rozšiřovala do východní Evropy. Dokonce i pod nadvládou Turků a po opakovaných pokusech jezuitů a poté protestantů o převrácení na svou víru, ortodoxní křesťanství přežívalo a vzkvétalo.
Úloha ortodoxní církve v oblasti udržování řecké etnické a kulturní identity během 400 let Osmanské nadvlády posílila pouto mezi náboženstvím a vládou. Většina Řeků i mnoho z těch, kteří nebyli stoupenci křesťanství, uctívají a respektují ortodoxní křesťanskou víru, chodí do kostela a slaví hlavní svátky, a jsou citově spjati s ortodoxním křesťanstvím jako se svou národní vírou.
Řecká ústava odráží tento vztah tím, že zaručuje absolutní svobodu vyznání, zatímco definuje “převládající náboženství” Řecka jako východní ortodoxní církev Ježíšovu. V praxi jsou ortodoxní církev a světský stav vzájemně blízce spjati. Jejich společný souhlas je potřebný pro stavbu kostelů a církev také zablokovala v Aténách stavbu míst uctívání jiných církví. Kněží přijímají plat od státu. Prezident republiky přísahá na Bibli svatou a ortodoxnímu křesťanství je dáváno přednostní místo v náboženských předmětech v prvotním vzdělávání. Církvi také bylo umožněno udržet si své rozsáhlé portfolio finančního majetku vyňatého z daňové a rozpočtové evidence.
V lednu 2005 vyšla najevo série korupčních skandálů zahrnující vysoce postavené představitele církve, která vedla k mnoha požadavkům, i ze strany nevěřících Řeků, na dokončení oddělení církve a státu a větší kontrolu církevního majetku.
Většina Řeků (95–98 %) je alespoň formálními členy východní ortodoxní církve, ačkoliv zachovávání náboženských tradic v posledních letech klesá. Řečtí muslimové tvoří okolo 1,3 % populace a žijí převážně v Thrákii. Rovněž zde žijí příslušníci římskokatolické církve, hlavně ve městě Patra, v souostroví Kyklad na ostrovech Syros, Paros a Naxos, protestanti a Židé, hlavně v Soluni (která bylo kdysi důležitým židovským městem až do holokaustu). Určité skupiny v Řecku se také snažily oživit staré řecké náboženství.

#### Hora Athos

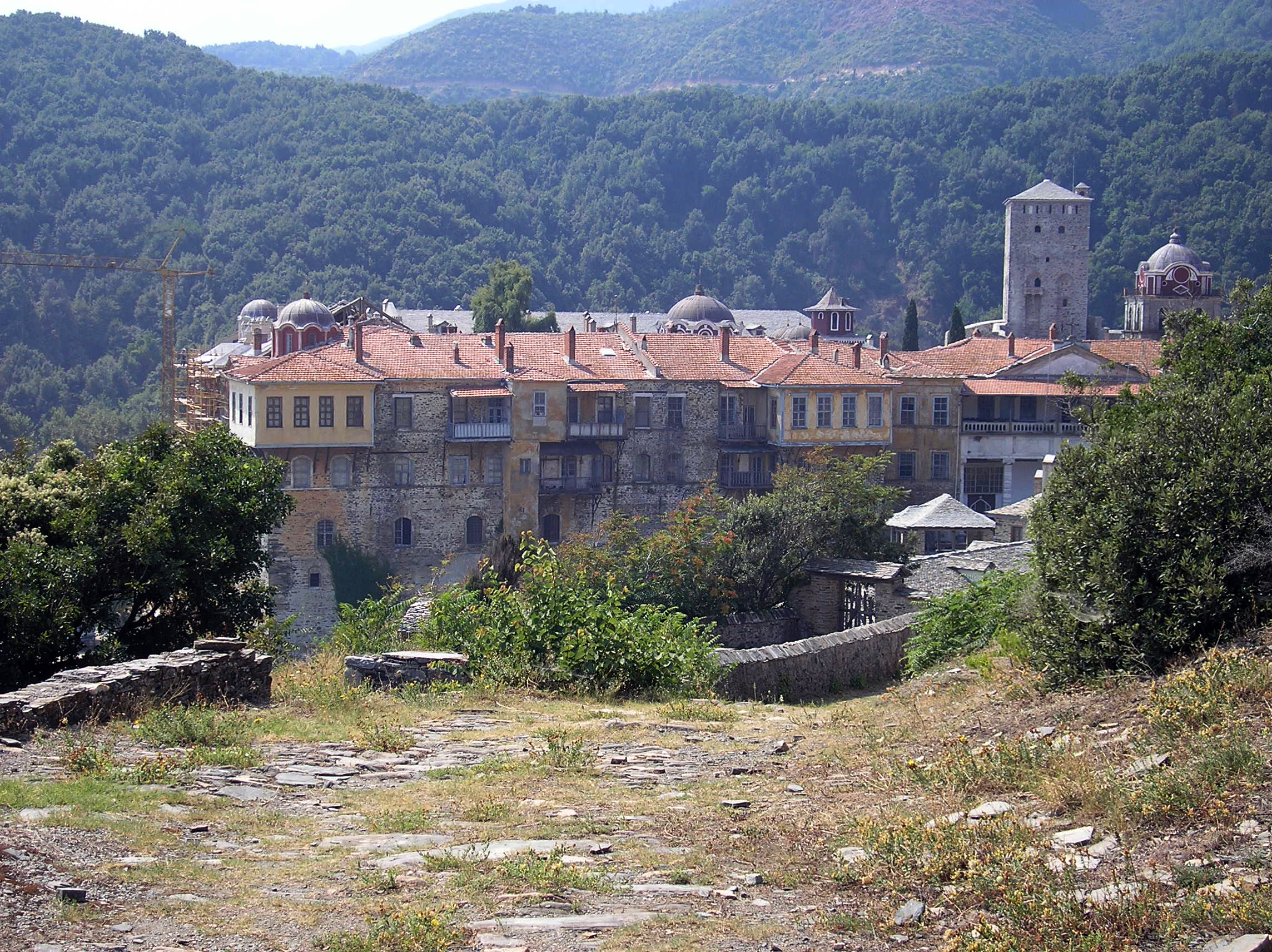
Hora Athos

Malá část Řecka, poloostrov Athos (někdy se též uvádí jen hora Athos), je považována řeckou ústavou za autonomní republiku, ačkoliv zahraniční vztahy přesto zůstávají výsadou řeckého státu. Duchovně je Athos pod patriarchátem Konstantinopole, a proto je ve spojení se všemi kláštery na hoře Athos a s ortodoxní církví zastoupenou v mnoha zemích. Jeden klášter se nedávno odloučil a vytvořil zcela nezávislé společenství na Svaté hoře – Klášter Esfigmenu. Klášter se skládá ze 117 mnichů, kteří oponují hlavě církve a už ji více neuznávají. Věří tomu, že jsou posledními zbylými opravdovými křesťany na světě, a že ortodoxní se stali zkaženými, protože vedou s ostatními vírami dialog. Také mají výhrady vůči patriarchovi Athenagorasovi, který v 60. letech 20. století navázal dobré vztahy s římskokatolickou církví.

## Kultura

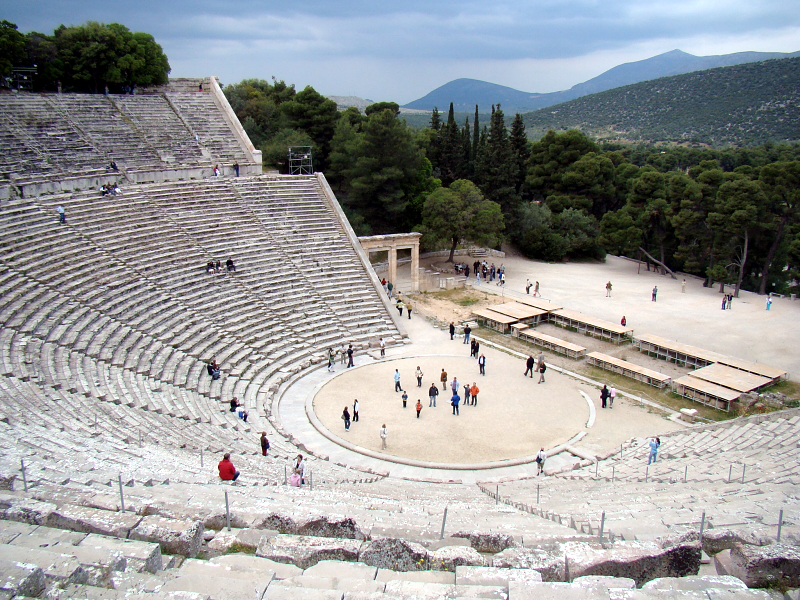
Starověké řecké divadlo v Epidauru

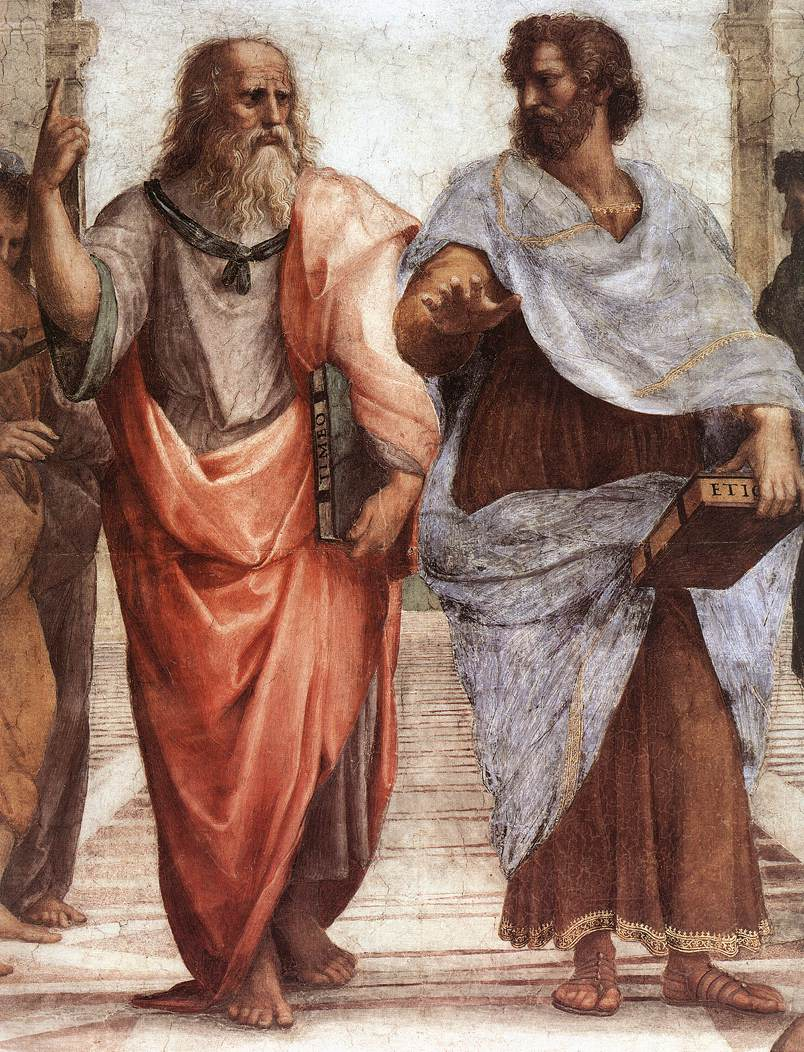
Athénská škola od Raffaela: Platón a jeho žák Aristotelés

Řecká kultura položila základy moderní evropské kultury. Mnohé poznatky byly známy již starým Řekům, kteří založili např. filozofii, divadlo, astronomii, rétoriku, moderní medicínu či demokracii. Velký je i vliv řeckého jazyka v evropských jazycích. Slova jako ekonomika, politika, matematika, televize, strategie či aristokracie jsou řeckého původu.
Řecká kultura prožila svůj další velký rozmach během byzantské doby, hlavně ve 12.–15. století, pak dalšímu velkému rozvoji bránila osmanská nadvláda. Do 17. století patřila mezi nejkulturnější evropská centra i Kréta, kde vládli Benátčané. Vyspělá kultura přetrvala i na Jónských ostrovech, kde Turci nikdy nevládli, ale i v Anatolii, která sice patřila Turkům, ale díky vyspělým velkoměstům si Maloasijští Řekové dokázali udržet moderní kulturu. Obrození nastává koncem 19. století, po osvobození Řecka.
Kultura současného Řecka vychází především z byzantských a ze starověkých tradic. Nejdůležitějším aspektem společnosti je řecká ortodoxní byzantská křesťanská církev, kterou vyznává většina Řeků. Celkově má řecká kultura blíže k orientálním zemím než k Evropě. Ale i tak tvoří jakousi vstupní bránu mezi západem a orientem. Orientální prvky jsou v řecké kultuře patrné už od mykénské kultury. Řekové jsou národ, který se rád baví při dobré hudbě, tanci, jídle a víně.

### Hudba a tanec
Hudba je pro Řeky jedna z nejdůležitějších částí jejich života. Nejpopulárnějším žánrem je lidová hudba a hudba z ní vycházející. V žádné jiné zemi v Evropě není lidová hudba a tradiční tance tak populární jako v Řecku, kde dokonce i dnes vznikají nové lidové písně.[zdroj?] Řecká hudba má kořeny v starořecké hudbě a již od mykénské doby patří pod orientální styly hudby.

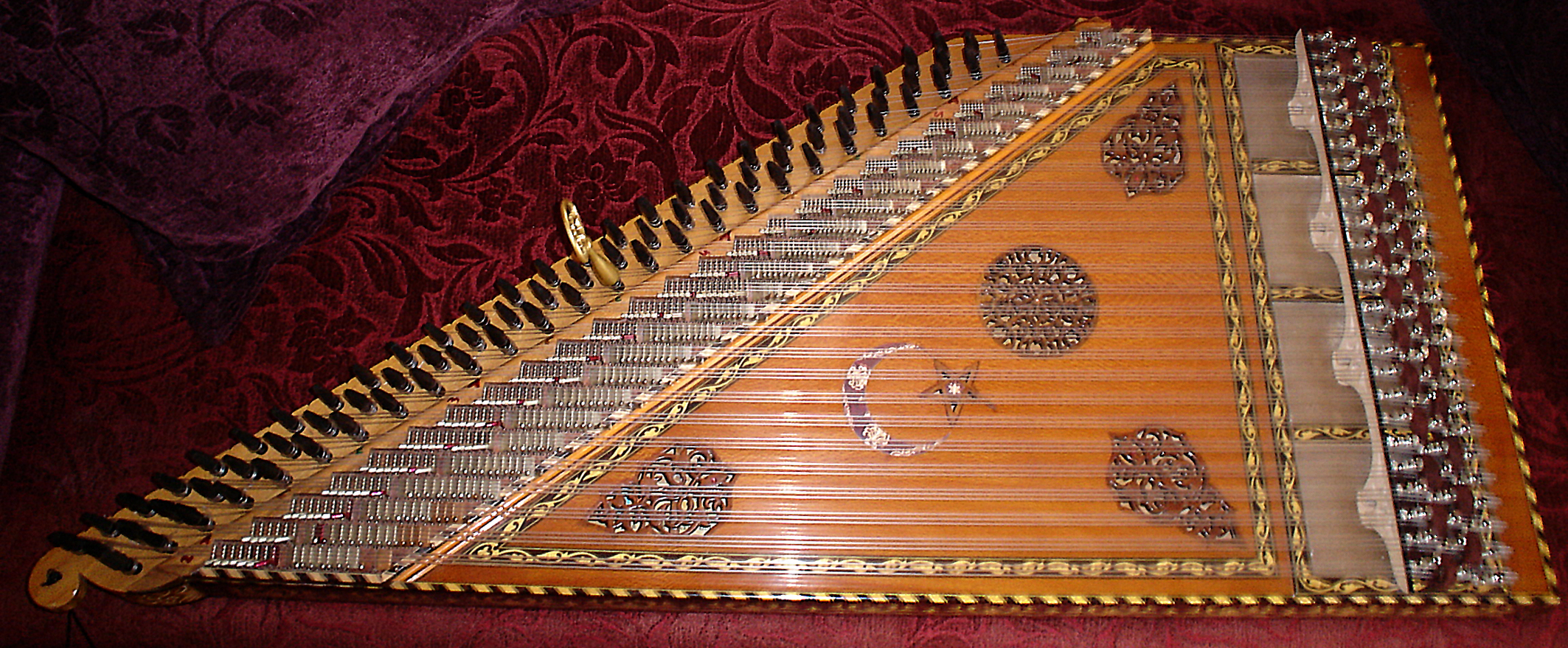
Kanonaki

Tradiční lidová hudba je odlišná v různých tradičních krajích Řecka. Rozděluje se lidová hudba pevninského Řecka, lidová hudba z Kréty, Jónských ostrovů, Egejských ostrovů a z krajů, které byly obývané Řeky do řecko-turecké výměny obyvatel v r. 1923, tedy lidová hudba Pontských, maloasijských a Kapadóckých Řeků. Pevninská hudba z Makedonie a trakt se podobá ostatní balkánské hudbě, hudba z Epiru, Thesálie, Rumélie a Peloponésu (dimotiki Musik) je však specifická a zároveň nejpopulárnější celořecká lidová hudba. Tradiční nástroje jsou hlavně dechové – klarinet, zurna a flojera, v pozadí zní brnkací udi či laut. Nejznámější písně z této oblasti pocházejí od novořeckých kmenů, Sarakacanů a Karagunidů a také z peloponéského kraje Arkádie. V mnoha písních se slaví i hrdinský boj Řeků proti Turkům. Tradiční mužskou ozdobou je oblíbená suknice fustanella. Hudba z řeckých ostrovů (nisiotika) je odlišná, dominují zde housle a hudba je více melodická. Podobnou hudbu mají i Maloasijští Řekové (mikrasiatika). V jejich tradiční hudbě převládají převážně brnkací nástroje (kanonaki, udi) a housle. Hudba z Pontu (pondiaka) je odlišná, hraná na smyčcový nástroj kemence, písně jsou rychlé v silném orientálním tónu. Zvláštní postavení má i hudba z Kréty (kritika), kde je tradičním nástrojem smyčcová lyra, podobná jako kemence. Písně jsou často rychlé a melodické. Tradiční je zde i mandináda, vtipná rýmovaná pořekadlová píseň. Mandinády jsou v Řecku velmi populární.

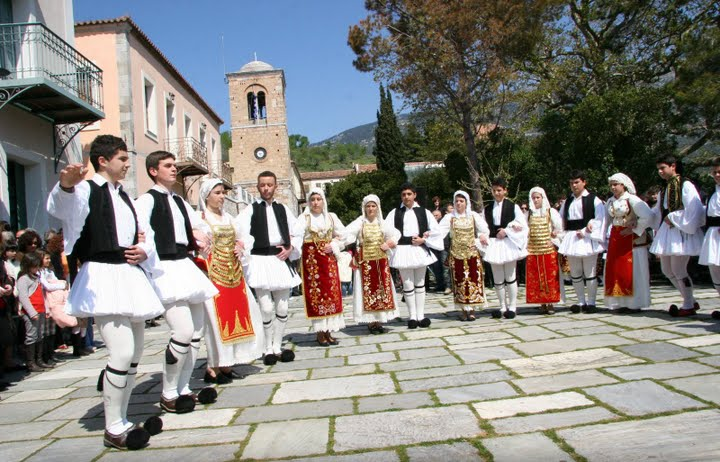
Řecký tanec

Tradiční řecké tance (choroi) se tančí obvykle v kruhu (kyklos) a většina z nich má starověký původ, jako např. tanec syrtos, který se tančí ve všech oblastech a první zmínka o něm je z 1. stol. po Kr. Podobným tancem je i kalamatianos a klistos, které se tančí v pevninském Řecku. Tradičním tancem pevninského Řecka je akrobatický tanec tsamiko, nazývaný také kleftikos Choros, tedy zbojnický tanec. Na ostrovech se tančí tance susta či pidichtos, na Krétě je nejznámější divoký tanec pendozalis či siganos. Některé mužské tance bývají doprovázeny výstřely. Typické maloasijské tance jsou zeimbekiko,karsilamas a ženský břišní tanec tsifteteli'. Pontské tance jsou také velmi divoké, známé jsou tik, dipat či trigona. Kapadóčtí Řekové tančí tance seite, es vassilis či leilalum.

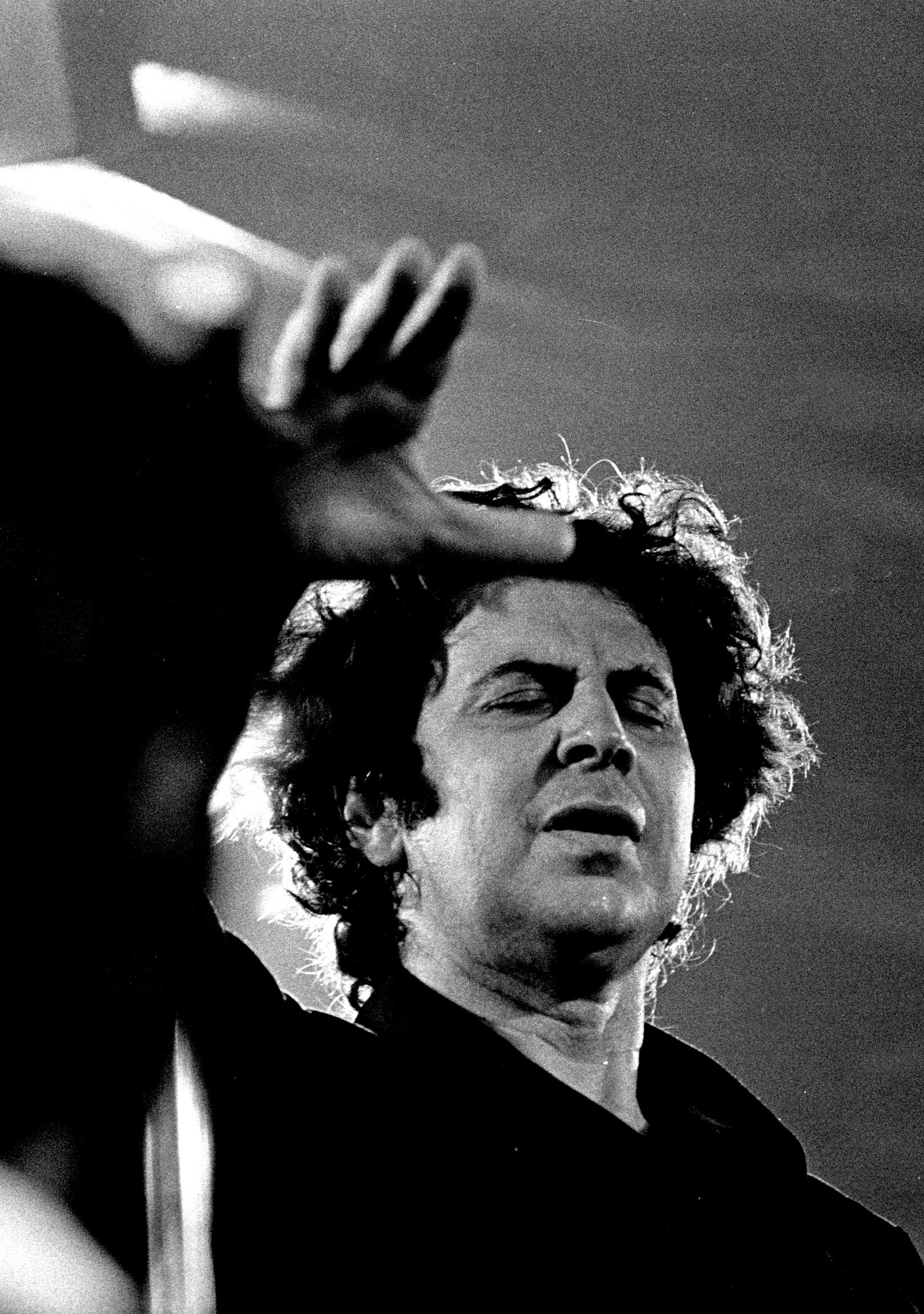
Mikis Theodorakis

Po výměně obyvatel mezi Řeckem a Tureckem v roce 1923 přinesli Maloasijští Řekové do Řecka svou tradiční hudbu, zpočátku zpívali ironicky, o problémech, drogách, tento styl je známý jako Rembetiko. Hrálo se v tradičních anatolských tónech, převažovaly zde brnkací nástroje. Po druhé světové válce se tento styl zpopularizoval, tedy i nástroje jako buzuki, které se stalo nejpopulárnějším nástrojem Řeků.

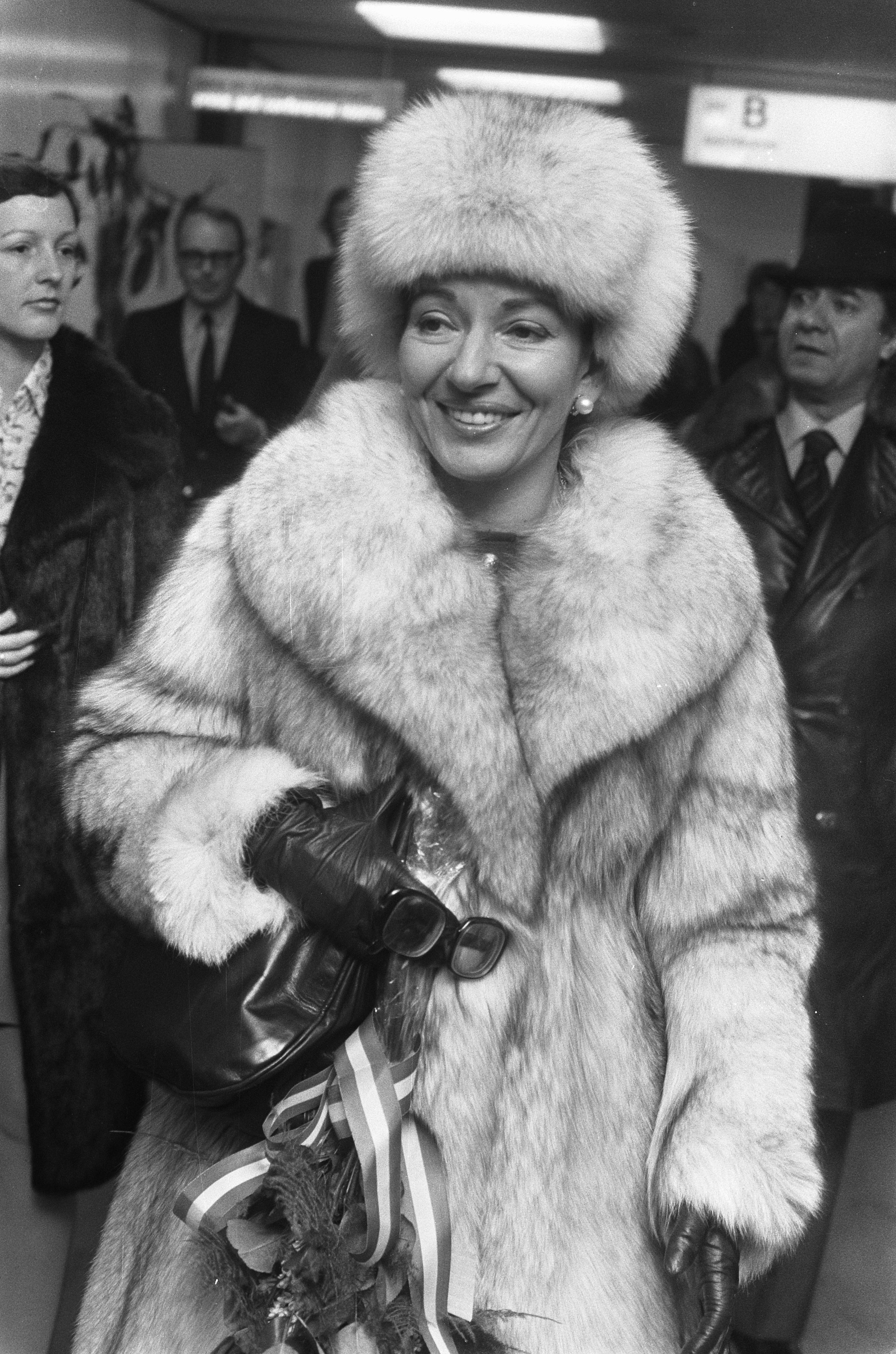
Pěvkyně Maria Callas

Zlatý věk řecké hudby nastal v 50.–70. letech, kdy vznikl styl laika, hraný na buzuki. Jsou to tzv. písně syrtaki, které skládali známí skladatelé jako Mikis Theodorakis (autor hudby k filmu Řek Zorba), Vassilis Tsitsanis, Manos Chatzidakis, Stavros Xarchakos, Nikos Gatsos či Manos Loizos. Nejznámější zpěváci byli Grigoris Bithikotsis či Stelios Kazantzidis. Z tohoto stylu se vyvinula v 80. letech tzv. synchroni laika, která je nejpopulárnějším stylem dodnes, nesmí zde chybět buzuki. Dnes je populárním stylem i tradiční břišní tanec tsifteteli, také v doprovodu buzuki. Věnují se mu zpěváci jako Tasos Bugas či Notis Sfakianakis.
Mezi skladateli vážné hudby proslul avantgardní tvůrce Iannis Xenakis, dále Spyridon Samaras, Nikos Skalkottas nebo Manos Chatzidakis, držitel Oscara za filmovou píseň z roku 1960 (šlo o prvního Oscara v této kategorii pro neanglicky mluvený film). Především jako dirigent proslul Dimitri Mitropoulos. Z interpretů si celosvětovou slávu vydobyla sopranistka Maria Callasová. V jejích stopách šla Agnes Baltsaová. V populární hudbě se prosadili Nana Mouskouri, Demis Roussos, Melina Mercouri, Jorgos Dalaras, Maria Farantouri, Haris Alexiou nebo Sakis Rouvas. V oblasti elektronické hudby se proslavili Vangelis, Yanni nebo Steve Angello.

### Zvyky a tradice

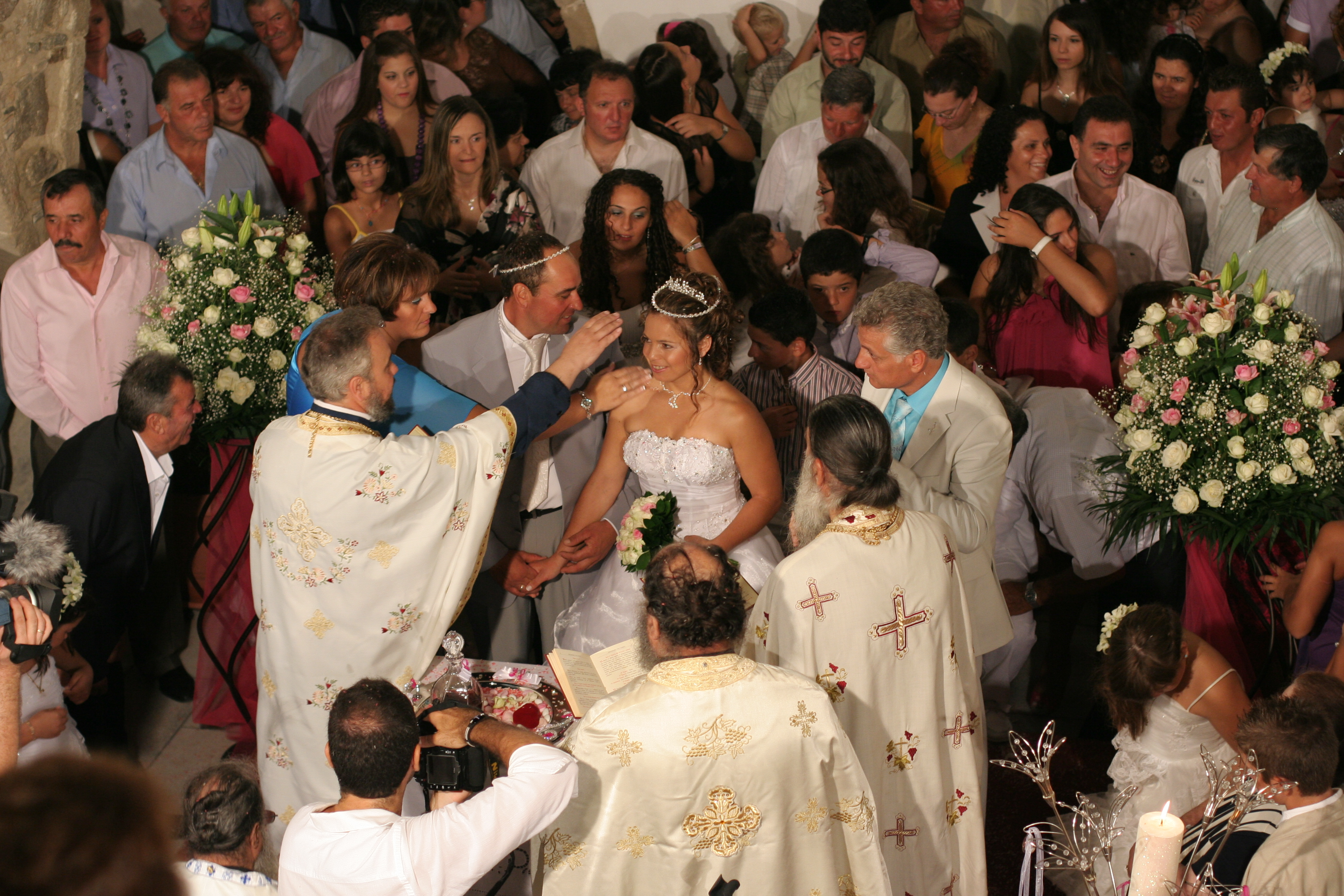
Tradiční řecká svatba

Řekové jsou velmi konzervativní lidé, kteří ctí své starobylé tradice, někdy vycházející ještě z pohanských dob. Největšími řeckými slavnostmi jsou tradiční vesnické veselice panijiria, které se pořádají na počest různých svatých (ve starověku na počest bohů) či na oslavu dobré úrody (svátek chleba, hroznů, melounů). Při těchto zábavách se tančí na hlavním náměstí, kde se hoduje několik dní. Tradiční oslavy křesťanských svátků jako Velikonoce a Vánoce si uchovaly množství zvyků z předkřesťanské doby. Lidová mytologie vychází ze starořecké mytologie, je plná pohanských bohů a pověr. Známý je příběh o dřevorubci, kde vystupuje říční bůh, který trestá lidskou chamtivost. Příběh o Jannise a Mandritse, o nerozlučné lásce, obsahuje prvky z řeckých mýtů o Filemonovi a Baucis či o králi Midasovi.
Velkým svátkem je i svatba (gamos), kde se slaví několik dní. Na venkově není výjimečné vidět na svatbě až 1000 hostů. Na prvním místě je u Řeků rodina, která drží spolu a je nerozlučitelná, proto děti žijí se svými rodiči i v dospělosti, často i se svou rodinou. Pro Řeky je tradiční pohostinnost (filoxenia).

### Literatura

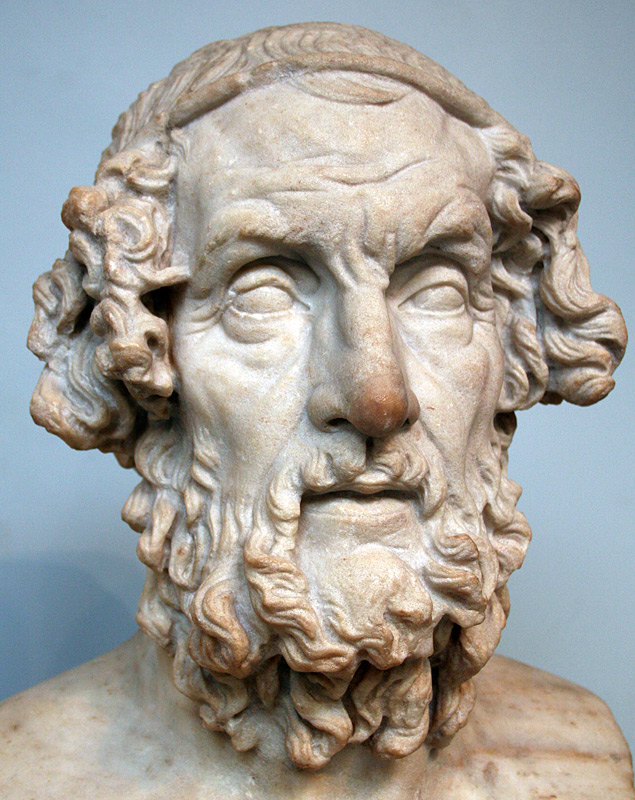
Homér

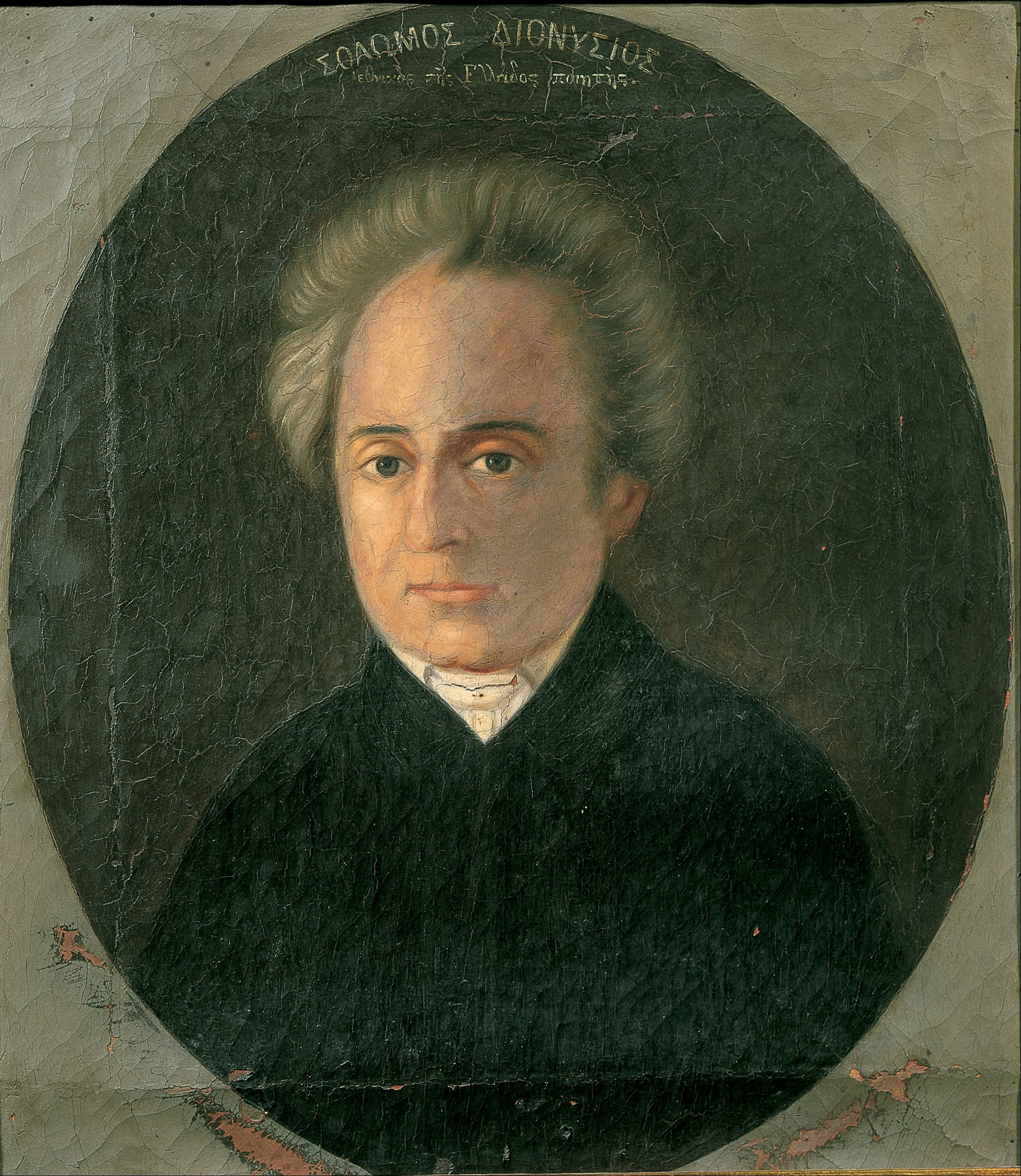
Dionysios Solomos

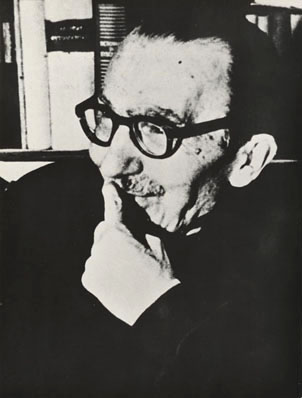
Nikos Kazantzakis

### Výtvarné umění a film

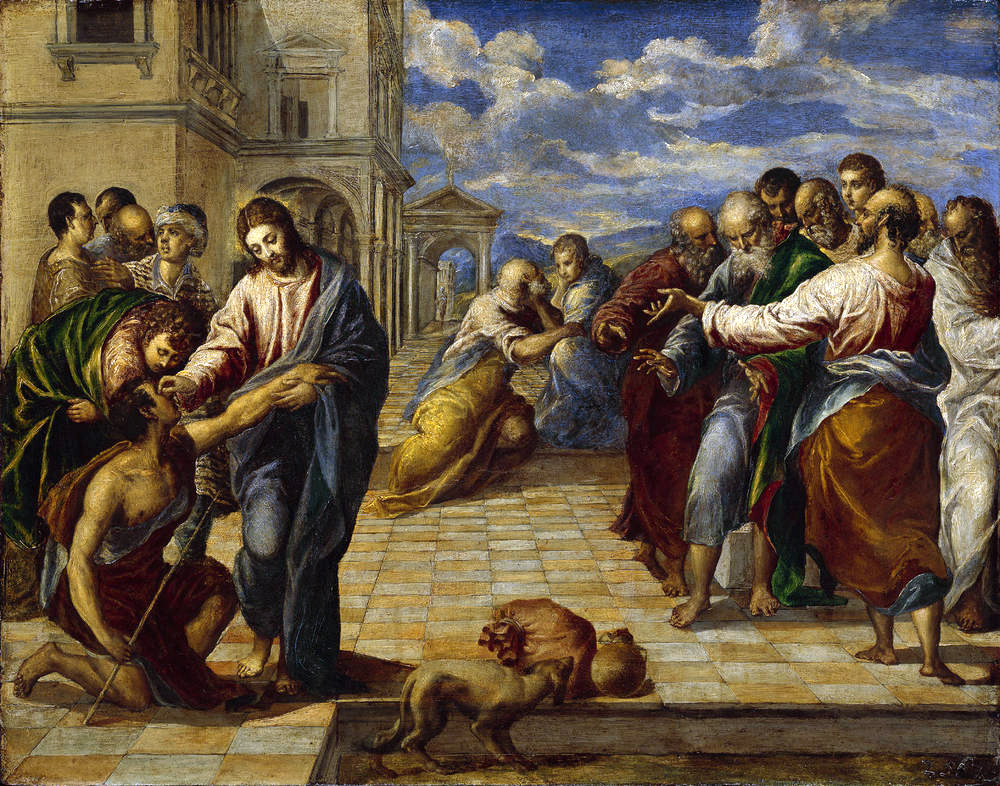
El Greco: Kristus uzdravuje slepce

Nejvýznamnějšími antickými sochaři byli Polykleitos, Feidiás a Praxiteles. Ke slavným byzantským malířům ikon patřil Theofanés Řek, který ovlivnil i ruské malířství, neboť v Moskvě strávil závěr života.
Na Krétě působil v 16. století malíř El Greco (vlastním jménem Dominikos Theotokopulos), který se nakonec prosadil hlavně ve Španělsku, a je považován nejen za největšího řeckého malíře, ale je možná i nejslavnějším moderním (tedy neantickým a nebyzantským) Řekem vůbec. Akademický realismus reprezentoval v 19. století Nikolaos Gyzis. Ve Volosu se narodil malíř Giorgio de Chirico, hlavní představitel tzv. metafyzické malby. Jannis Kounellis patřil k hnutí zvanému arte povera.
Nejvýznamnějším výstavním prostorem v Řecku je Národní galerie – Muzeum Alexandrose Sutzose v Athénách. Vznikl roku 1878 na Athénské univerzitě, ale impuls k rozvoji přišel až když roku 1896 daroval právník Alexandros Sutzos státu svoji sbírku.
Nejoceňovanějšími řeckými filmovými režiséry jsou Theo Angelopoulos a Costa-Gavras, který emigroval do Francie. V Hollywoodu se akčními trháky prosadil George Pan Cosmatos, tvoří tam i Jorgos Lanthimos. K nejslavnějším řeckým herečkám patří Irene Papasová a Katina Paxinou.

### Památky

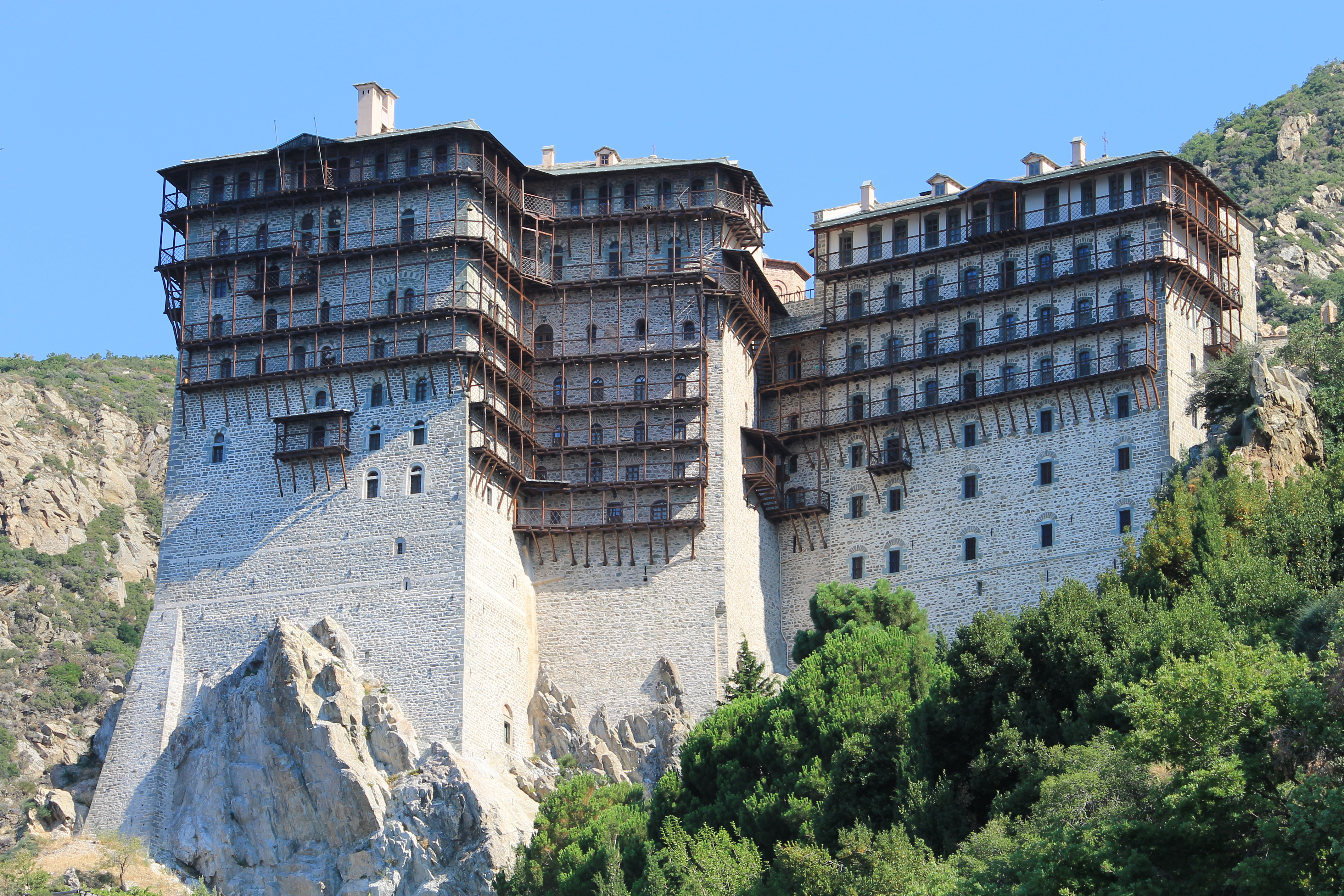
Simonopetra

Na seznam Světového dědictví UNESCO byly zapsány Akropole v Athénách (korunována známými chrámy Parthenón, Erechtheion a Chrám Athény Niké), hora Athos se svou soustavou klášterů (Chilandar, Iviron, Velká lávra, Rosikon, Zograf, Simonopetra, Vatopedi, Esfigmenu ad.), Apollónův chrám v Bassai, Delfy, Délos, Epidauros, kláštery Dafnion, Hosios Lukas a Nea Moni na Chiu a Meteora v Thesálii, historické centrum Korfu, Mykény a Tíryns, Mystras, Olympie, Patmos (Klášter sv. Jana Theologa), Rhodos, Héraion a Pythagoreion na Samu, Soluň (Hagios Demetrios, Hagia Sofia ad.), Vergina a Filippi. Řecko ale nabízí mnoho dalších připomínek veliké antické historie: stadion Panathinaiko, Chrám Dia Olympského, Věž větrů, Héfaistův chrám, Dionýsovo divadlo, Akrokorint, Odeon Héróda Attika, Divadlo v Toriku, Divadlo v Epidauru ad. Z mladších památek je to například Bílá věž v Soluni nebo novoklasicistní Zappeion v Athénách.

### Kuchyně

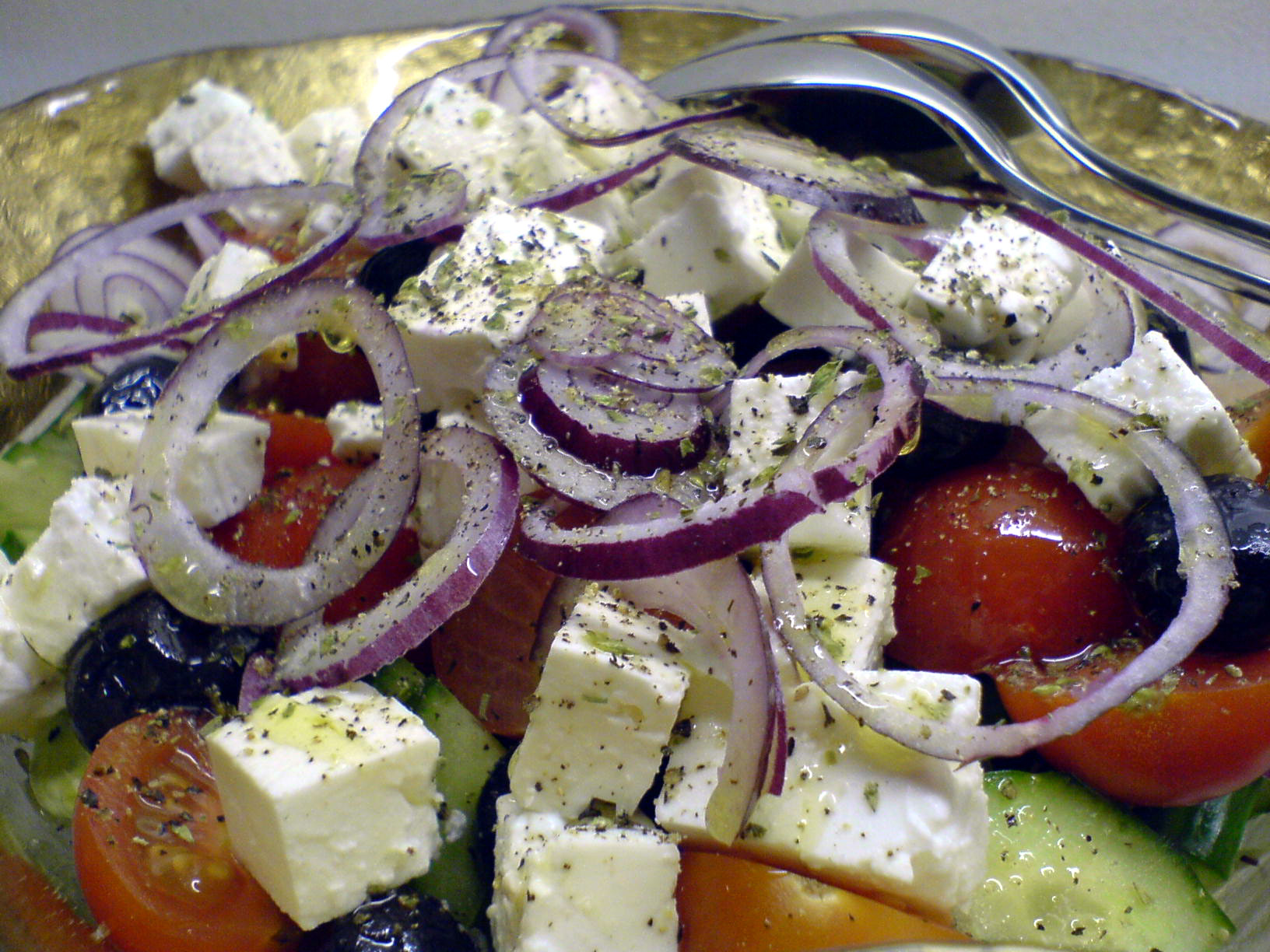
Řecký salát

Řecká kuchyně je typickou středomořskou kuchyní. Obecně je velmi zdravá. Řekové konzumují velké množství olivového oleje, který je základem skoro každého jídla. Většina jídel pochází ze starověkého období, přestože mnohé mají dnes turecká jména, jako např. tradiční medový zákusek baklava, o kterém se zmiňoval již spisovatel Athénaios v 2. stol. K tradičním řeckým jídlům patří pečené maso (zejména jehněčí a kozí), ryby a mořští živočichové, saláty (nejznámější je řecký salát, v Řecku zvaný choriatiki), sýry (nejznámější je feta), musaka (zapékaný lilek s rajčatovou omáčkou), suvlaki a gyros, pastitsio, dolmades (vinné listy plněné ragú), různé druhy omáček na těstoviny a omáčka tzatziki. Řecké zákusky jsou medové a velmi sladké, existuje množství druhů, ale nejznámější je zmiňovaná baklava.
Řecká kuchyně byla ovlivněna italskou kuchyní, z níž pocházejí jídla jako pastitsio, těstoviny či stifádo. Kvalitní je i řecké víno a alkoholické nápoje ouzo, retsina a metaxa. Oblíbeným nápojem je i tradiční frappé, které vzniklo v Řecku.

### Věda a vzdělání
Zakladateli evropské exaktní vědy (ačkoli oni se tehdy necítili být ještě nijak odděleni od filozofů) jsou Archimédés, Eukleidés, Pythagoras, Démokritos, Hippokratés, Klaudios Ptolemaios, Thalés z Milétu, Galén, Eratosthenés z Kyrény, Anaximandros, Hipparchos, Hérón Alexandrijský, Leukippos z Milétu, Theofrastos, Diofantos, Aristarchos ze Samu, Apollónios z Pergy, Eudoxos z Knidu, Poseidónios, Pappos z Alexandrie nebo Archytas.

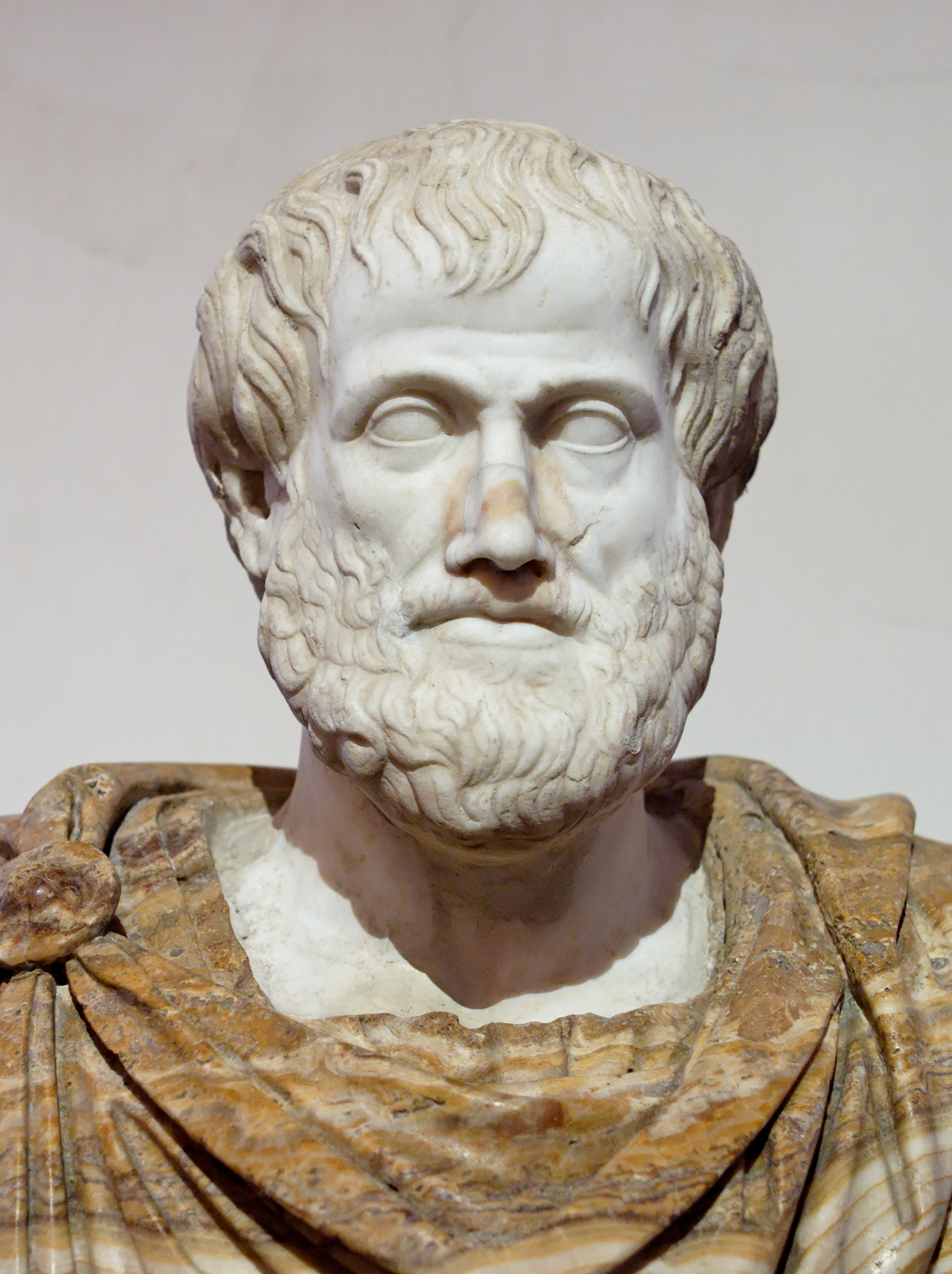
Aristotelés, jeden z nejvýznamnějších myslitelů antického období

Ve starém Řecku vznikla filozofie. Nejvýznamnějšími filozofy byly Aristotelés, Platón, Sokratés, Hérakleitos, Epikúros, Díogenés ze Sinópé, Anaxagorás, Parmenidés, Zénón z Eleje, Empedoklés, Plótínos, Xenofanés, Prótagorás z Abdér, Zénón z Kitia, Antisthenés, Epiktétos, Gorgiás z Leontín, Aristippos z Kyrény, Pyrrhón z Élidy či "poslední Helén", filozofka Hypatia, jakkoli postava spíše symbolická.

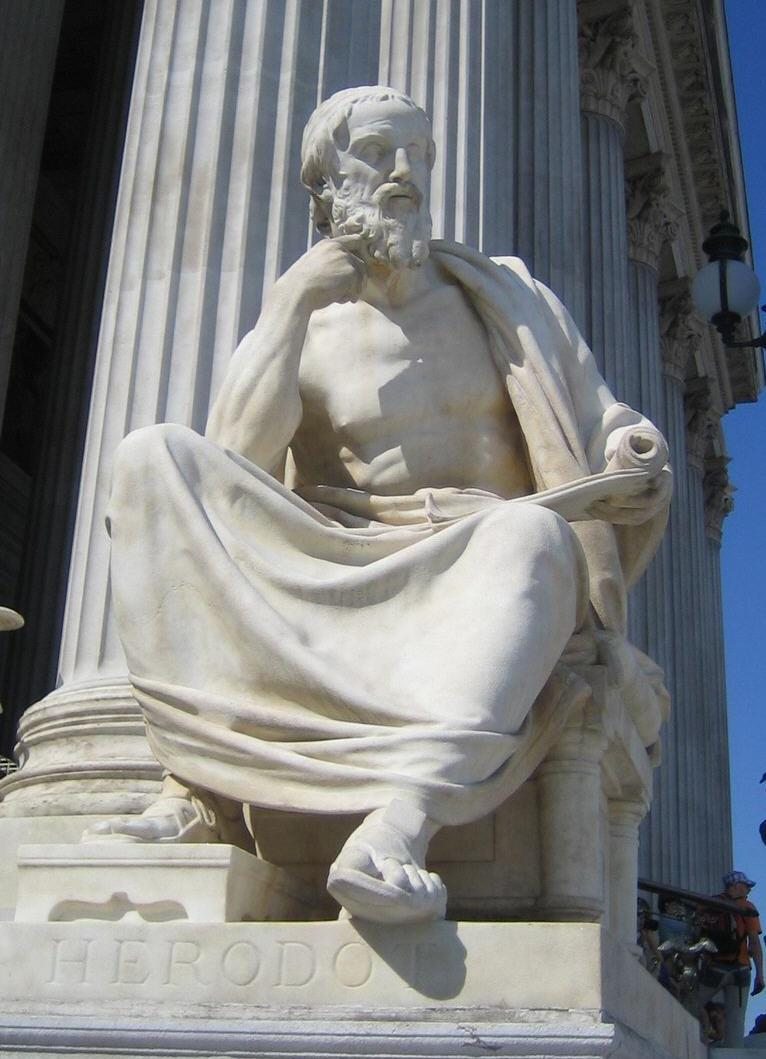
Řecký historik Hérodotos, nazývaný otcem dějepisu

I oblast dnešních humanitních a sociálních věd má své otce zakladatele na Peloponésu, Hérodotos a Thúkydidés jsou otci dějepravy, v jejich stopách šel v římských časech Polybios. Díogenés Laertios sepsal první dějiny filozofie. Jedním z prvních teoretických ekonomů byl Xenofón.
Intelektuálními oporami řecko-římské, posléze východořímské či byzantské civilizace byli Atanáš, Basileios Veliký, Řehoř z Nazianzu, Jan Zlatoústý, Eusebios z Kaisareie, Řehoř z Nyssy, Kléméns Alexandrijský, Cassiodorus, Jan Malalas, Jan z Damašku, Konstantin VII. Porfyrogennétos, i české dějiny silně ovlivňující Cyril a Metoděj, Prokopios z Kaisareie, Michael Psellos, Gregorios Palamas, Niketas Choniates, Ioannes Zonaras, Georgios Gemistos Pléthón, Georgios Pachyméres, Georgios Akropolites a Basilius Bessarion, který musel z Konstantinopole prchat před Turky.
Na území Osmanské říše se prosadil například geograf Jakút al-Hamawí ar-Rúmí, rovněž původem Řek.

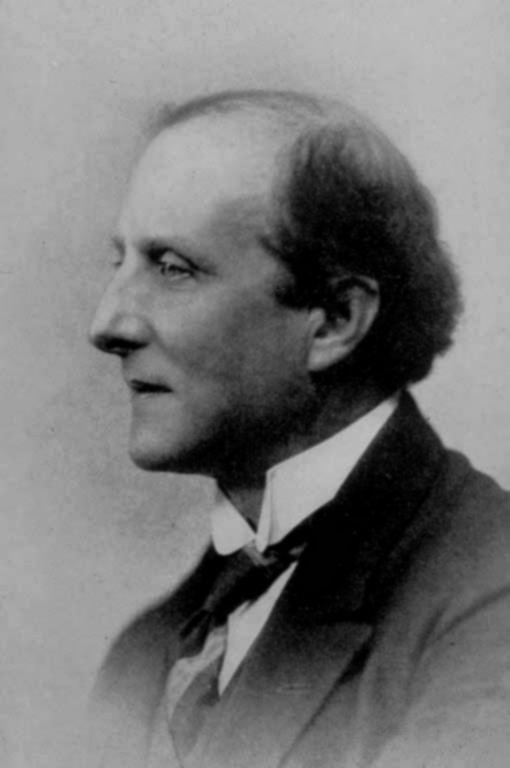
Constantin Carathéodory

Jedním z nejvýznamnějších novověkých vědců byli matematik Constantin Carathéodory či astronom Eugène Michel Antoniadi. Oba působili většinu života ve Francii, stejně jako informatik Joseph Sifakis, který roku 2007 získal Turingovu cenu, nejprestižnější ocenění v oblasti počítačové vědy. Významným informatikem je i Christos Papadimitriou. V USA dosáhl věhlasu, díky svému PAP testu, lékař Georgios Papanikolaou. Alec Issigonis byl důležitým automobilovým konstruktérem, z jeho dílny pochází slavný britský vůz Mini.
Nejznámějším novořeckým filozofem je patrně Cornelius Castoriadis, sociologem Nicos Poulantzas. Archeolog Spyridon Marinatos objevil v roce 1967 mínojské město Akrotiri na ostrově Santorini.
Řecko má poměrně vyspělý systém školské správy, která zaručuje kvalitní vzdělání. Struktura školského systému je zčásti podobná tomu v Česku. Začíná se v tzv. lidové škole (Dimotiko scholio), pak se pokračuje střední školou (Gymnasio) a středoškolské vzdělání se dokončuje na lyceu (Lykie), nebo na Odborné-technické škole (Technika ke epangelmatika ekpedeftiria). Po absolvování střední školy se může pokračovat výukou na univerzitě (Panepistimio). Řecko má mnoho univerzit, které patří mezi nejkvalitnější v Evropě. Známá je Athénská akademie (Akadimia Athinon), Národní a Kapodistriasova univerzita v Aténách (Ethnikon ke Kapodistriakon Panepistimion Athinon) a nejvýznamnější univerzitou Řecka a celého Balkánu je Aristotelova univerzita v Soluni (Aristotelio Panepistimio Thessalonikis).

### Sport

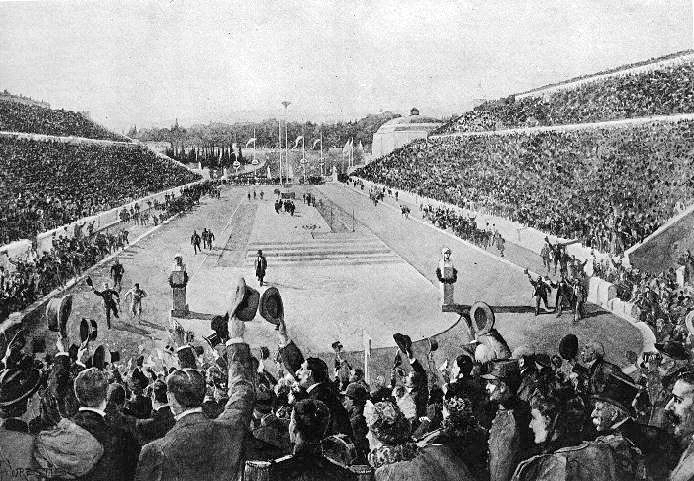
První olympijské hry roku 1896 v Athénách

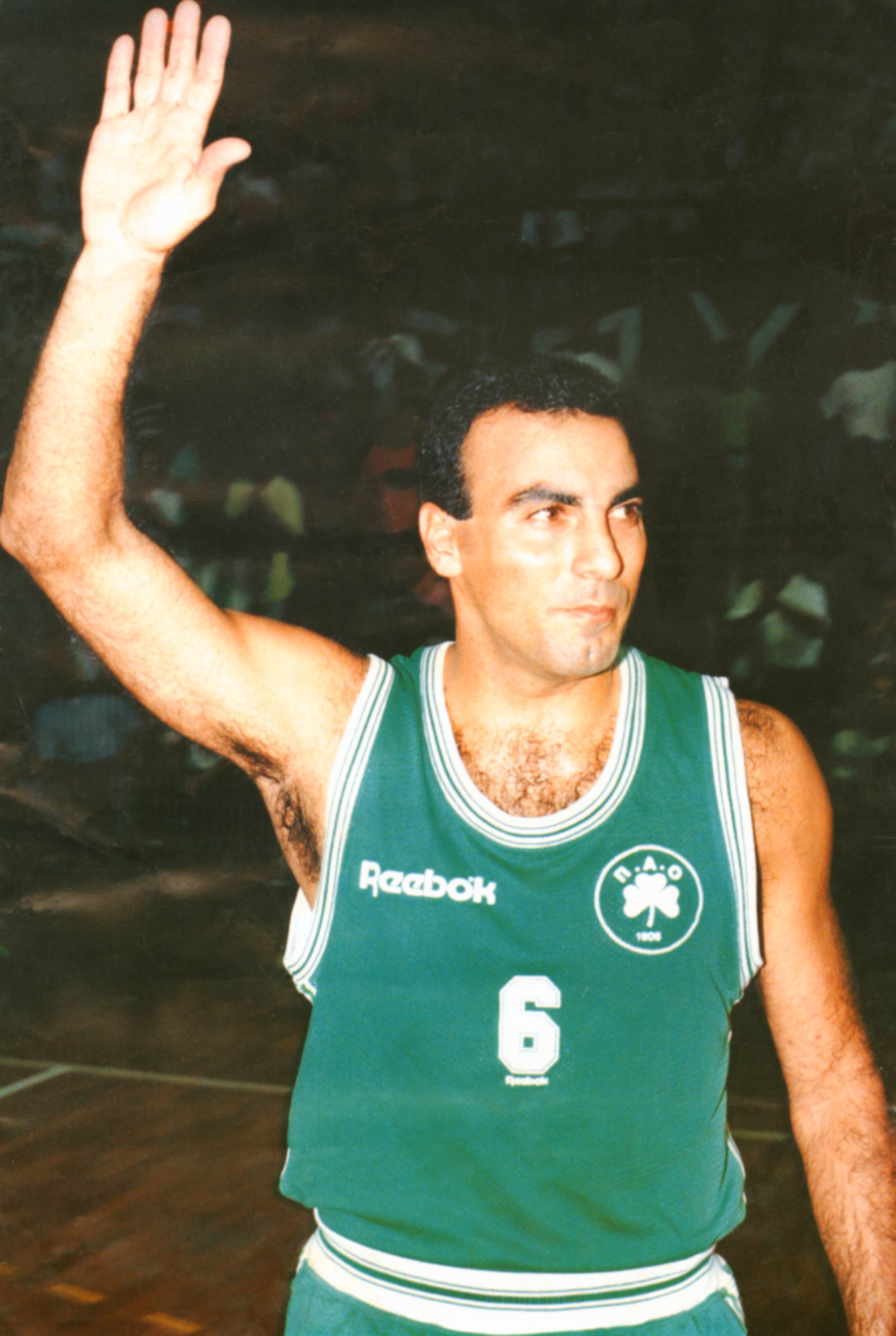
Nikos Galis

Starověké Řecko pořádalo soutěže zvané olympijské hry. Byly pořádány od 8. století př. n. l. do přelomu 4. a 5. století, každé čtyři roky v Olympii. Konaly se v srpnu nebo září k poctě boha Dia. Klasickými disciplínami byly běh (nahých atletů, nebo těžkooděnců), hod diskem, hod oštěpem, skok do dálky se závažím, různé druhy zápasu (orthopalé, katopalé, pygmé, pankration), ale také třeba soutěž trubačů. Na starověké hry navázaly na konci 19. století novodobé olympijské hry, proto se ty první, roku 1896, odehrály v řeckých Athénách. Roku 2004 se v Athénách konaly olympijské hry znovu. Demetrius Vikelas byl prvním předsedou Mezinárodního olympijského výboru.

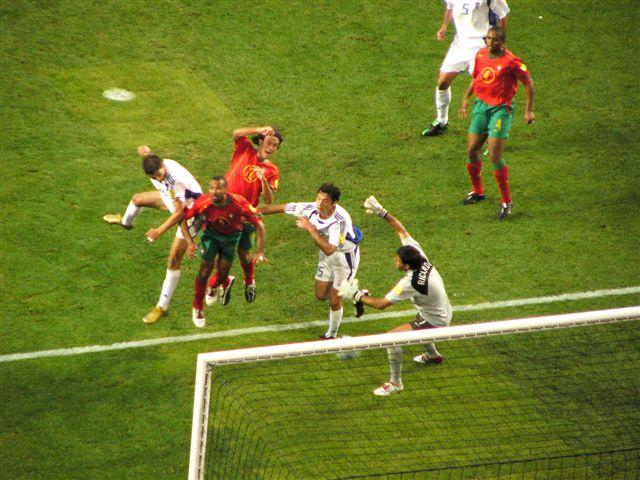
Řečtí fotbalisté ve finále ME 2004

Na novodobých olympijských hrách jsou Řekové nejúspěšnější v atletice. Zlato mají například překážkářky Voula Patoulidou a Fani Chalkiáová, běžec na 200 metrů Konstantinos Kenteris, chodkyně Athanasia Tsumeleka, skokanka o tyči Katerina Stefanidiová nebo dálkaři Konstantinos Tsiklitiras a Miltiadis Tentoglou. Velkým hrdinou prvních novodobých her v Athénách byl vítěz maratonu Spyridon Luis, byl po něm i pojmenován olympijský stadion v Athénách. Úspěšná je řecká vzpěračská škola, vzpěrači Pyrros Dimas a Akakios Kakiasvilis mají tři zlaté olympijské medaile.
Řekové jsou úspěšní v basketbalu. Muži se stali dvakrát mistry Evropy (1987, 2005). Slavnými basketbalisty byli Nikos Galis, Theodoros Papaloukas, Panagiotis Fasoulas, Dimitris Diamantidis, v posledních letech pak zejména Giannis Antetokounmpo. Nejúspěšnějším basketbalovým týmem je Panathinaikos BC, který šestkrát vyhrál Euroligu, Olympiakos BC třikrát. Fotbalisté Řecka se v roce 2004 stali mistry Evropy. Velmi populární je v Řecku též vodní pólo, muži i ženy mají stříbro z olympiády, ženy jsou mistryněmi světa z roku 2011. Řečtí volejbalisté mají bronz z mistrovství Evropy (1987).
Mezi světovou špičku se propracoval tenista Stefanos Tsitsipas, finalista Roland Garros i Australian Open a vítěz Turnaje mistrů z roku 2019. Tenistka Maria Sakkariová dosáhla na úroveň grandslamového semifinále.